# Евреи во Второй мировой войне
Евре́и во Второ́й мирово́й войне́ участвовали преимущественно как граждане воюющих государств антигитлеровской коалиции. В историографии Второй мировой войны данная тема широко рассмотрена в контексте Холокоста. Однако евреи были не только объектом истребления, проводимого нацистской Германией и её союзниками, но и активными участниками, повлиявшими на ход и результат войны. Особенность борьбы против нацистов и их союзников состояла для евреев в том, что они боролись против собственного тотального уничтожения.
В ходе войны погибло около 6 млн евреев. Бо́льшая часть погибших была убита нацистами и их пособниками в странах «оси» и на оккупированных территориях в Европе. Около 1,5 млн евреев принимали участие в антинацистском сопротивлении — в армиях стран антигитлеровской коалиции, а также в подполье и партизанском движении. Активное участие в борьбе с нацизмом и попытках спасения европейских евреев принимали еврейские национальные организации разных стран. Существовало также явление еврейского коллаборационизма, связанное в основном с созданными нацистами временными органами еврейского «самоуправления» на территории оккупированных стран.

## Евреи в странах антигитлеровской коалиции
Не менее 1,4—1,5 миллиона евреев воевали в армиях антигитлеровской коалиции, в том числе 556 тысяч в армии США и 501 тысяча — в рядах Вооружённых сил СССР. Сотни тысяч евреев-солдат погибли, более 350 тысяч были ранены, каждый третий — тяжело.
Электронная еврейская энциклопедия приводит следующую статистику участия евреев в армиях союзников:
| Страна                                        | Число евреев в армии |
| --------------------------------------------- | -------------------- |
| Австралия и Новая Зеландия                    | 3000                 |
| Бельгия                                       | 7000                 |
| Великобритания                                | 62 000               |
| Нидерланды                                    | 7000                 |
| Греция                                        | 13 000               |
| Канада                                        | 16 000               |
| Палестинские подразделения в британской армии | 35 000               |
| Польша                                        | 140 000              |
| СССР                                          | 500 000              |
| США                                           | 550 000              |
| Франция                                       | 46 000               |
| Чехословакия                                  | 8000                 |
| Южная Африка                                  | 10 000               |
| Всего                                         | 1 397 000            |

Эта статистика не учитывает еврейских партизан и подпольщиков на оккупированных нацистами территориях. По данным израильского «Музея еврейского воина Второй мировой войны» их насчитывалось 93 310 человек.

### Евреи СССР

#### Холокост на оккупированной территории СССР

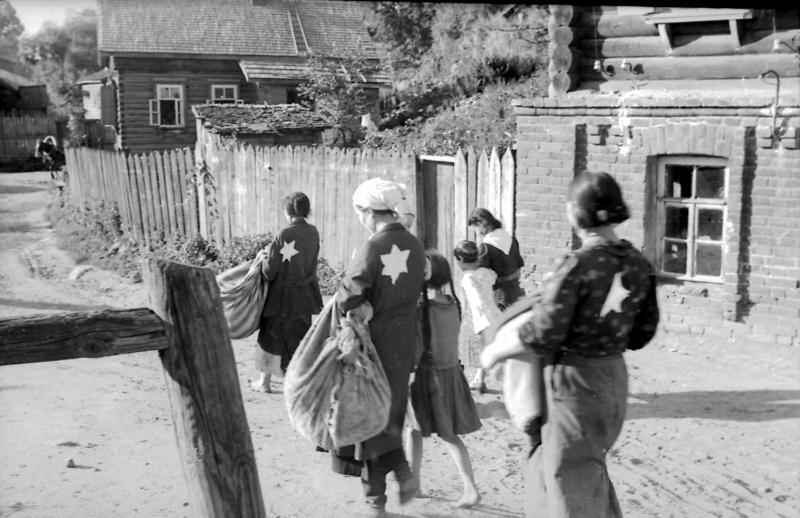
Выселение в гетто евреев Могилёва в июле 1941 года

После нападения Германии на СССР и оккупации западной части страны проживавшие на Украине, в Белоруссии и в Прибалтике евреи оказались жертвами нацистских преследований. Некоторая часть из них успела эвакуироваться на восток и юг страны. Сотрудник Иерусалимского университета С. Швейбиш писал, что к началу войны в СССР проживало (без учёта беженцев из оккупированной части Польши и из Румынии) 4855 тыс. евреев, в том числе 4095 тыс. на территории, которая во время войны подверглась оккупации. Из них в советский тыл были эвакуированы 1200—1400 тыс. евреев. Численность советских евреев, оказавшихся на оккупированной немцами территории, составила 2,65 млн человек, большинство из них погибли. В живых осталось около 110 тысяч, более половины из них — в Транснистрии.
Илья Альтман выделяет следующие этапы в осуществлении Холокоста на территории СССР:
1. 22 июня 1941 (нападение на СССР) — январь 1942 (Ванзейская конференция)
2. февраль 1942 — осень 1943 (ликвидация гетто и рабочих лагерей в немецких зонах оккупации)
3. зима 1943/1944 — осень 1944 (перевод уцелевших евреев в концлагеря и полное освобождение от евреев оккупированной территории СССР)

Ицхак Арад рассматривает три этапа в следующих интервалах:
1. 22 июня 1941 (нападение на СССР) — февраль 1942. За это время уничтожено большинство евреев Литвы, Латвии, Эстонии, Молдавии, почти все евреи восточной Белоруссии, восточной Украины и занятых немцами районов РСФСР.
2. Весна 1942 — зима 1942—1943. Уничтожено большинство евреев западной Украины и Белоруссии, а также южных районов РСФСР, оккупированных летом 1942 года.
3. С весны 1943. Уничтожение оставшихся евреев на оккупированных территориях перед отступлением немцев.

Историк Павел Полян отмечает, что после присоединения Западной Белоруссии и Украины в результате раздела Польши между Германией и СССР, в 1939 году состоялось две депортации осадников и членов их семей, некоторую часть депортированных составили евреи. Кроме того, в 1940 году состоялась депортация в Сибирь еврейских беженцев, эмигрировавших с занятых Германией польских территорий на территорию Белоруссии и Украины. Всего в Сибирь было выслано 70—90 тысяч человек, из которых 85—90 % были евреями. Фактически эта депортация спасла большинству из них жизнь.
Сущность Холокоста властями СССР намеренно замалчивалась по идеологическим причинам. Замалчивание началось с 1939 года в процессе политического сближения СССР и Германии и особенно после подписания пакта Молотова — Риббентропа и продолжалось до самого распада СССР. Во время войны и после неё происходило отрицание и замалчивание специфического антиеврейского характера Холокоста на официальном уровне. Замалчивался также ряд связанных тем, в том числе участие евреев в борьбе против нацизма. На памятниках погибшим евреям писали «мирные жители» или «советские граждане». Научные исследования Холокоста были табуированы. В литературе и искусстве действовала цензура на еврейскую тематику.
Активную помощь в уничтожении евреев немцам оказывали местные коллаборационисты. Их участие было особенно заметно на территории Прибалтики и Украины.

#### Участие в борьбе с нацизмом
Более полумиллиона советских евреев воевали в армии, подполье и партизанских отрядах. Десятки тысяч евреев принимали участие в сопротивлении на оккупированной нацистами советской территории.

##### В Красной армии

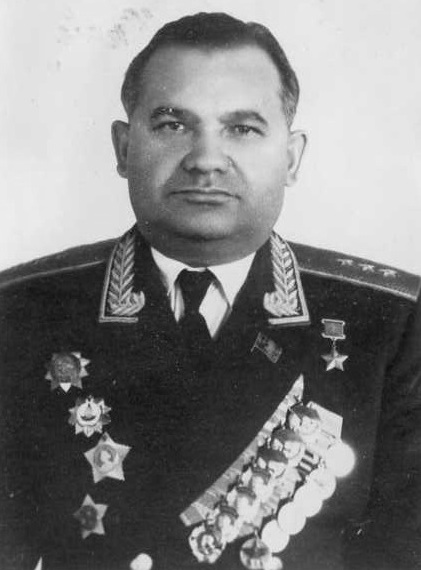
Герой Советского Союза генерал-полковник Яков Крейзер

По данным Центрального архива Министерства обороны России, в ходе войны с Германией в войсках насчитывалось около 501 тысячи евреев, в том числе 167 тысяч офицеров и 334 тысячи солдат, матросов и сержантов. По данным этого же архива за годы войны погибло в боях, умерло от ран и болезней, пропало без вести 198 тысяч военнослужащих-евреев. Из оставшихся в живых 300 тысяч воинов-евреев 180 тысяч (60 %) были ранены, из них более 70 тысяч (38 %) — ранены тяжело. 27 % евреев ушли на фронт добровольцами, 80 % евреев рядового и младшего начальствующего состава служили в боевых частях.
Из 800 тысяч женщин, участвовавших в войне, 20 тысяч были еврейками. Высокий процент евреев был среди инженерно-технического и командного состава инженерных войск, а также военных медиков. Общая численность евреев-медиков неизвестна, но 6000 из них погибли в боях. Высокий процент офицеров, долю в инженерных войсках и других технических службах историки объясняют относительно более высокой долей высшего образования среди евреев.
В командовании Красной армии насчитывалось 305 евреев в звании генералов и адмиралов, 38 из них погибли в боях. Евреями командовали 9 армиями, 8 штабами фронтов, флотов, округов, 12 корпусами, 43 дивизиями, 66 бригадами и 139 полками. За годы войны число евреев-генералов, непосредственно сражавшихся на фронте, составило 132 человека.
Всего 7 евреев дослужились в период Второй мировой войны до звания генерал-полковника: Григорий Штерн, Владимир Колпакчи, Яков Крейзер, Александр Цирлин, Леонтий Котляр, Лев Мехлис и Борис Ванников. Штерн, успевший повоевать на Дальнем Востоке и в Финляндии, был расстрелян 28 октября 1941 года (впоследствии реабилитирован). Колпакчи, Крейзер, Цирлин и Котляр успешно проявили себя в военных действиях в Великой Отечественной войне. Ванников занимал пост наркома боеприпасов. Мехлис был главой госконтроля и заместителя наркома обороны, до лета 1942 года возглавлял Главное политическое управление Красной армии, в дальнейшем — член Военных советов ряда фронтов. Самое высокое звание из евреев, служивших в военно-морском флоте, получил контр-адмирал Павел Трайнин.
Во время войны было несколько попыток со стороны евреев инициировать создание в Красной Армии национальных воинских частей по примеру польских, латышских, литовских, армянских и др. Предложения такого рода поступали властям неоднократно с конца 1941 года. Однако руководство СССР предложений по созданию еврейских национальных воинских частей не приняло. В первом составе 201-й Латышской стрелковой дивизии по официальным данным было 17 % евреев, все они были добровольцами. Первый командир дивизии полковник Ян Вейкин в 1966 году сказал, что евреев в дивизии было 30 %. В 16-й стрелковой Литовской дивизии численность евреев составляла до 29 %, в том числе 34,2 % в боевых частях пехоты. Это максимальная доля евреев, служивших в одном советском соединении.

##### Подвиги солдат и офицеров — евреев
На год раньше Александра Матросова, как и многие другие воины, 22 февраля 1942 года закрыл грудью амбразуру вражеского дзота Абрам Левин. Такой же подвиг, как и Левин, совершили ещё четверо евреев. Один из них, Товье Райз, получив 18 пулевых ранений, остался жив.
На следующий день после тарана Николая Гастелло направил свой горящий самолёт в гущу вражеских войск Исаак Пресайзен. Впоследствии этот подвиг повторили Исаак Бецис, Исаак Иржак, Зиновий Левицкий, Исаак Шварцман, Илья Катунин и другие — всего 11 лётчиков-евреев, из которых шестерым присвоено звание Героя Советского Союза. Воздушный таран совершил 21 лётчик-еврей. В 1961 году Жуков назвал одним из наиболее запомнившихся ему подвигов — рядовой Ефим Дыскин в одном бою, будучи трижды раненым, уничтожил 7 танков противника.

##### Евреи-военнопленные

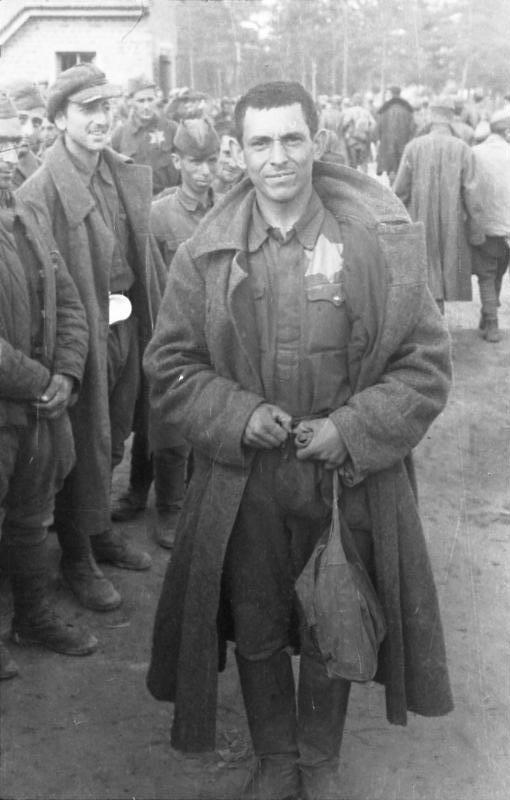
Советский военнопленный-еврей с жёлтой звездой, 1941 год

Специальные директивы немецкого командования указывали, что взятые в плен евреи подлежат уничтожению. Часто военнопленных-евреев убивали на месте, в остальных случаях они отделялись от других военнопленных и впоследствии отправлялись в лагеря смерти. Почти все советские евреи-военнопленные погибли, Павел Полян называет цифру 94 %. В плену выжили примерно 4500 евреев, в основном из тех, кто попал в плен к финнам. Основным способом уничтожения евреев-военнопленных были массовые расстрелы. По мнению автора книги «Плен» доктора Арона Шнеера, массовой гибели евреев-военнопленных Красной Армии способствовало то, что евреев часто выдавали немцам свои же сослуживцы. Своё мнение Шнеер подкрепляет многочисленными фактами и свидетельствами.

##### В подполье и партизанах

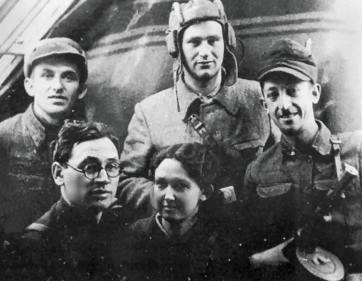
Группа евреев-партизан бригады им. Чкалова, 1943 год

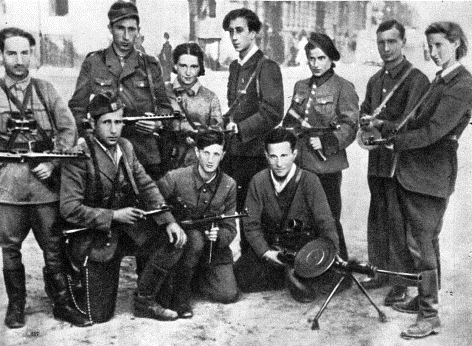
Подпольщики вильнюсского гетто. В центре стоит поэт и командир подполья Абба Ковнер

Минское подполье возглавлял Исай Казинец, казнённый оккупантами 7 мая 1942 года. 8 мая 1965 года ему было посмертно присвоено звание Героя Советского Союза. Казинец — единственный гражданский из евреев — героев СССР. Во многих гетто были созданы подпольные группы. В одном лишь Минском гетто под руководством Михаила Гебелева действовало 22 подпольных группы общей численностью около 300 человек. В Глубокском гетто 19 августа 1943 года произошло восстание, в ходе которого было убито и ранено более 100 немцев. Часть евреев погибла, часть ушла в лес.
Основная часть еврейского партизанского движения была в Белоруссии, в меньшей степени на Украине и в Литве. Большая часть евреев-партизан были беженцами из гетто. Самый крупный партизанский отряд, целиком состоявший из евреев, был создан братьями Бельскими в 1941 году после вторжения немецких войск в Белоруссию и массовых расправ над еврейским населением. Отряд действовал до окончания оккупации Белоруссии в 1944 году и насчитывал к концу войны 1200 человек, в том числе 350 вооружённых бойцов. Известность получил также еврейский партизанский отряд 106 Шолома Зорина, насчитывавший 600 человек, в том числе 137 — боевая рота, остальные гражданские (в основном женщины и дети). Первым заместителем начальника Белорусского штаба партизанского движения был секретарь ЦК КПБ Григорий Эйдинов, шесть евреев были командирами партизанских бригад. На территории Литвы после уничтожения вильнюсского гетто сражался еврейский партизанский отряд «Некама» («Месть») под командованием Аббы Ковнера. Около 1500 евреев воевали в еврейских группах и отрядах на Украине. 26 украинских евреев командовали партизанскими отрядами и соединениями. В книге «Евреи — герои сопротивления», изданной в 1998 году, приведены поименные списки на более 3000 еврейских партизан и подпольщиков на территории Украины.
В 70 чисто еврейских партизанских отрядах на территории СССР воевало примерно 4 000 человек. Всего в партизанских отрядах на территории СССР насчитывалось, по разным сведениям, от 15 до 50 тысяч евреев.

##### Награды

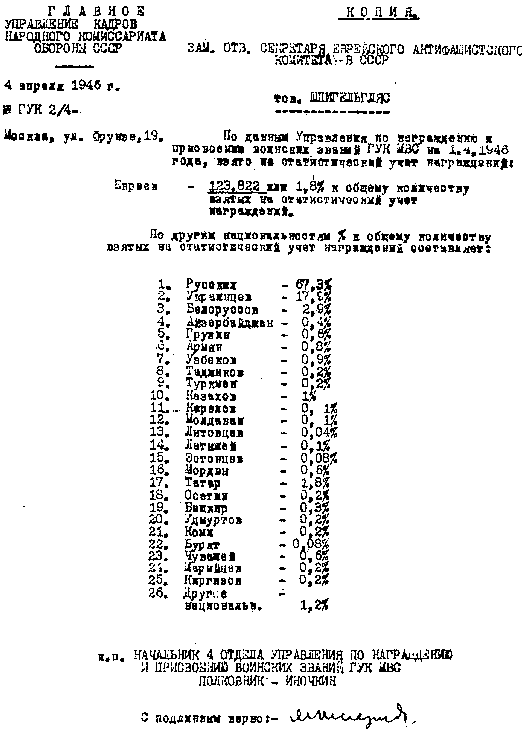
Официальный ответ Главного управления кадров НКО на запрос ЕАК о числе награждённых военнослужащих-евреев

Звание Героя Советского Союза во время Великой Отечественной было присвоено 120 евреям, в том числе 45 — посмертно. Ещё 8 погибли после присвоения звания Героя. С учётом послевоенных награждений число Героев составило 132 человека. В этих данных не учтены лица смешанного происхождения (20 человек) и те, кто по разным причинам происхождение скрывал. Полковник (впоследствии генерал-полковник танковых войск) Давид Драгунский получил это звание дважды, ещё 12 стали полными кавалерами ордена Славы. В период Второй мировой войны — 17 ноября 1939 года — за мужество и отвагу в боях на реке Халхин-Гол вторую Звезду Героя получил комкор Яков Смушкевич. Среди евреев-героев было две женщины — лётчик бомбардировочной авиации гвардии старший лейтенант Полина Гельман и лётчик-истребитель женской эскадрильи гвардии младший лейтенант Лилия Литвяк, погибшая в бою 19 августа 1943 года. Звание Героя было присвоено Литвяк только в 1990 году.
Наиболее известным из советских евреев-полководцев Великой Отечественной войны был командующий 51-й армией генерал-лейтенант, Герой Советского Союза Яков Крейзер. Одним из руководителей обороны Брестской крепости был полковой комиссар Ефим Фомин, посмертно награждённый орденом Ленина. Тремя орденами Боевого Красного Знамени, пятью чехословацкими орденами и званием Народного Героя Чехословацкой республики был награждён легендарный разведчик и партизанский командир Евгений Волянский.
Четыре офицера-еврея навечно занесены в списки своих воинских частей: капитаны Борис Хигрин и Илья Катунин, майор Цезарь Куников и капитан 2-го ранга Израиль Фисанович.
На 1 апреля 1946 года число награждений евреев орденами и медалями составило 123 822, а с учётом послевоенных награждений к 1963 году — 160 772 человека.

#### Работа в тылу
Множество евреев внесло свой вклад в победу, работая в тылу. Особенно ценен был труд разработчиков новых видов вооружений. Среди них знаменитые создатели авиатехники Семён Лавочкин, Михаил Миль и Михаил Гуревич, конструкторы танков Яков Баран, Борис Черняк и Жозеф Котин, создатели реактивных миномётов Леонид Шварц, Моисей Коммисарчик, Яков Шор, Лев Левин и другие.
Огромный вклад в создание новой военной техники внесли учёные-евреи, в частности академики Абрам Иоффе, Бенцион Вул, Александр Минц, Яков Зельдович и Юлий Харитон.
Множество евреев работали на ответственных постах в военной промышленности: нарком вооружения Борис Ванников, директор Кировского машиностроительного завода и нарком танковой промышленности Исаак Зальцман, директор Пермского машиностроительного завода Абрам Быховский, директор Сталинградского завода «Баррикады» (впоследствии Уральского оружейного завода) Лев Гонор, главный конструктор взрывателей для боеприпасов Давид Вишневский — все они были удостоены звания Героя Социалистического Труда.
За участие в разработке новых видов вооружения и боевой техники и за активную организацию работы предприятий и конструкторских бюро для нужд фронта, более 180 тысяч евреев — учёных, инженеров, руководителей и рабочих были награждены орденами и медалями СССР. Почти 300 евреев были удостоены звания лауреата Сталинской премии в области науки и техники. Более 50 евреев — руководители предприятий и организаций, работавших для нужд фронта, получили генеральские звания.

#### Еврейский антифашистский комитет
7 апреля 1942 года в советской печати было опубликовано сообщение об учреждении «Еврейского антифашистского комитета» и его воззвание к «евреям во всём мире» прийти на помощь Советскому Союзу за 47 подписями. Призыв ЕАК имел отклик в западных странах: в США был создан Еврейский совет по оказанию помощи России в войне во главе с Альбертом Эйнштейном. В Палестине был учрежден также общественный комитет по оказанию помощи СССР в его борьбе против фашизма, впоследствии известный как «Лига Ви» (англ. victory — «победа»). ЕАК возглавил художественный руководитель «Государственного еврейского театра» Соломон Михоэлс. Непосредственно деятельность ЕАК курировал заместитель наркома иностранных дел и начальника «Совинформбюро» Соломон Лозовский.
Для советских вооружённых сил ЕАК собрал 16 миллионов долларов в США, 15 миллионов в Англии и Канаде, 1 миллион в Мексике, 750 тысяч в британской Палестине, а также внёс другую помощь: машины, медицинское оборудование, санитарные машины, одежда. На собранные по призыву ЕАК американской еврейской организацией Джойнт деньги были приобретены 1000 самолётов, 500 танков, отправлены в СССР два парохода с вещами, медикаментами и продуктами. Деятельность ЕАК способствовала открытию Второго фронта.

#### Антисемитизм на территории СССР во время войны
Антисемитизм на территории СССР проявлялся в этот период в следующем:
- еврейские погромы и массовые убийства евреев, совершаемые коллаборационистами на оккупированной территории, выдача скрывающихся евреев;
- помощь нацистам в выявлении евреев среди военнопленных[70][71];
- отказ в приёме в партизанские отряды и отправка бежавших из гетто назад, издевательства и даже расстрелы как немецких шпионов[72][52][73];
- распространение на неоккупированной территории слухов о том, что «евреи не воюют», что на фронте их нет, что все они устроились в тылу, в снабжении и так далее[74][75][76];
- отказ в продвижении по службе, непредставление к наградам, задержка наград и т. п.[77][78]

Бытует мнение, что евреи уклонялись от службы в армии вообще и в боевых частях в частности. Было распространено выражение, что евреи воюют на «Ташкентском фронте», с намёком, что они все эвакуировались в глубокий тыл. Однако множество источников, включая официальную статистику, опровергают это мнение. В частности, историки Марк Штейнберг и Арон Шнеер отмечают что в армии служило 20 % от всех евреев, оставшихся на неоккупированной территории. Невозвратные потери составили почти 40 % при средних по армии 25 %. Это было бы невозможно при службе евреев в тыловых частях. Доля добровольцев-евреев была самой высокой среди всех народов СССР (27 %). Среди воинов-евреев, погибших и умерших от ран, 77,6 % составляли рядовые солдаты и сержанты и 22,4 % — младшие лейтенанты и старшие лейтенанты. Большинство евреев-военнослужащих служили на передовой, 80 % из них принимали участие в боях.
Ещё более серьёзные проблемы историки отмечают на оккупированной территории. Существовали массовые антисемитские проявления как в самих партизанских отрядах, так и в центральном командовании. В документах отмечены отказы евреям в приёме в партизаны и массовый террор по отношению к партизанам-евреям. При этом следует понимать, что отказ в приёме в партизаны означал для еврея почти гарантированный смертный приговор.
Антисемитские настроения на оккупированной территории были настолько массовыми, что руководитель могилёвского подполья Казимир Мэттэ писал:

Учитывая настроение населения, невозможно было в агитационной работе открыто и прямо защищать евреев, так как это безусловно могло вызвать отрицательное отношение к нашим листовкам даже со стороны наших, советски настроенных людей или людей, близких нам

Существовали как негласные, так и прямые указания к снижению численности награждения евреев и продвижения их по службе. Так, начальник Главного политуправления Красной Армии генерал-полковник Щербаков издал в начале 1943 года директиву: «Награждать представителей всех национальностей, но евреев — ограниченно». Современники называют и другие распоряжения и высказывания Щербакова, которые расцениваются как антисемитские.
Ряду евреев — героев Советского Союза звание было присвоено через десятки лет после окончания войны, когда их самих уже не было в живых (Исай Казинец, Лев Маневич, Шика Кордонский), а многим, несмотря на неоднократные представления, звание Героя так и не было присвоено (Евгений Волянский, Исаак Пресайзен, Семён Фишельзон и другие — всего 49 человек). Арон Шнеер пишет, что представления к наградам производились регулярно, но «сбои в представлениях происходили чаще всего в московских коридорах власти», то есть при принятии окончательного решения о награждении или отказе. Существуют прямые свидетельства, что неприсвоение званий было связано с национальностью. После отказа разведчицы Мириам Фридман записаться латышкой вместо еврейки, ей не только не присвоили звание Героя СССР, к которому она была представлена, но и угрожали убийством в политотделе дивизии.
В советских источниках участие евреев в антинацистской борьбе целенаправленно замалчивалось — как во время войны, так и после неё.

### Евреи США

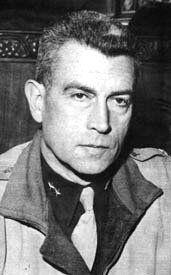
Национальный герой США генерал Морис Роуз

В составе вооружённых сил США сражалось 556 тысяч евреев — 13 % еврейского населения страны к началу войны. Распределение по родам войск выглядело следующим образом: 81 % — в сухопутных войсках, 16 % — во флоте, 2 % — в морской пехоте и 1 % — в военной авиации.
11 350 солдат и офицеров евреев погибли, более 27 тысяч были тяжело ранены или попали в плен. По разным данным 61 448 или 61 567 солдат и офицеров-евреев были отмечены военными наградами. В годы войны в США было множество евреев-военачальников, в том числе по разным данным 24 или 26 высших командиров: 6 генерал-майоров, 12 или 13 бригадных генералов, 2 или 4 адмирала и 2 или 3 контр-адмирала и 1 коммодор.
Три еврея — лейтенант Раймонд Зусман, капитан Бенджамин Саломон и старший сержант Изэдор Джашмэн заслужили высшую воинскую награду США — Медаль Почёта.
Выдающимся военачальником был командир 3-й танковой дивизии генерал-майор Морис Роуз, погибший в Арденнах 31 марта 1945 года. Он национальный герой США, его именем названы улицы и школы в Коннектикуте, а на его родине в Денвере генералу поставлен памятник.
Одним из наиболее высокопоставленных евреев в армии США был кавалер множества американских и иностранных наград командующий 7-й и 5-й армий, а с декабря 1944 года командующий всеми сухопутными силами союзников в Италии генерал-лейтенант Марк Уэйн Кларк. В его честь назван мост в Вашингтоне.
Строительными подразделениями ВМС США командовал еврей — контр-адмирал Бен Морелл, награждённый многими орденами и медалями США, Великобритании и Франции. Высоко зарекомендовали себя командир 5-й и 77-й пехотных дивизий генерал-майор Джулиус Окс-Адлер, командир 4-й и 12-й авиагрупп, а также 318-го бомбардировочного авиакрыла генерал Эдвард Моррис.
Лётчик морской авиации Леон Франкель (1923—2015) потопил японский крейсер «Яхаги». Он был награждён двумя Крестами за лётные заслуги и Военно-морским крестом. Добровольцем ушёл воевать юрист подполковник Роберт Розенталь. Он получил 16 военных наград, включая крест «За выдающиеся заслуги», Серебряную звезду, Крест лётных заслуг, в 1945 бомбил Берлин, а после войны участвовал в Нюрнбергском процессе как помощник прокурора от США. За мужество и героизм множество наград получили лётчики капитаны Вальтер Берлин, Янкел Розенштайн и Леонард Бесман, пехотинцы полковник Джулиус Сакс, подполковники Чарльз Сандлер и Герман Стоун, майор Льюис Шульман.
В армии США служили 311 военных раввинов, из них 8 погибли в бою. Евреи были представителями одной из трёх доминирующих в армии конфессий — протестанты, католики и иудеи. Обозначение конфессии гравировалось на солдатском или офицерском жетоне, священники всех трех конфессий служили панихиды по погибшим.
Впоследствии, 8 сентября 1945 года президент США Гарри Трумэн написал:
Патриотизм и героизм наших граждан иудейского вероисповедания, чем мы гордимся, — это удар по фанатикам и ненавистникам.
Немецкие евреи, бежавшие в США, широко использовались вооружёнными силами США для психологической войны, допросов пленных и подобных задач.
В большинстве случаев пленные евреи — солдаты и офицеры американской армии не подвергались дискриминации по сравнению с другими военнослужащими. Почти всегда американские военнопленные держались сплочённо и не выдавали евреев даже в тех случаях, когда нацисты пытались их отделить. Большинство военнопленных-евреев американской армии дожили до конца войны и дождались освобождения. Однако антисемитизм в этот период был распространён в США в целом и в армии в том числе и проявлялся в предубеждениях и стереотипах. В частности, евреев считали трусливыми и обвиняли в разжигании войны чтобы помочь евреям в Европе.

### Евреи Великобритании

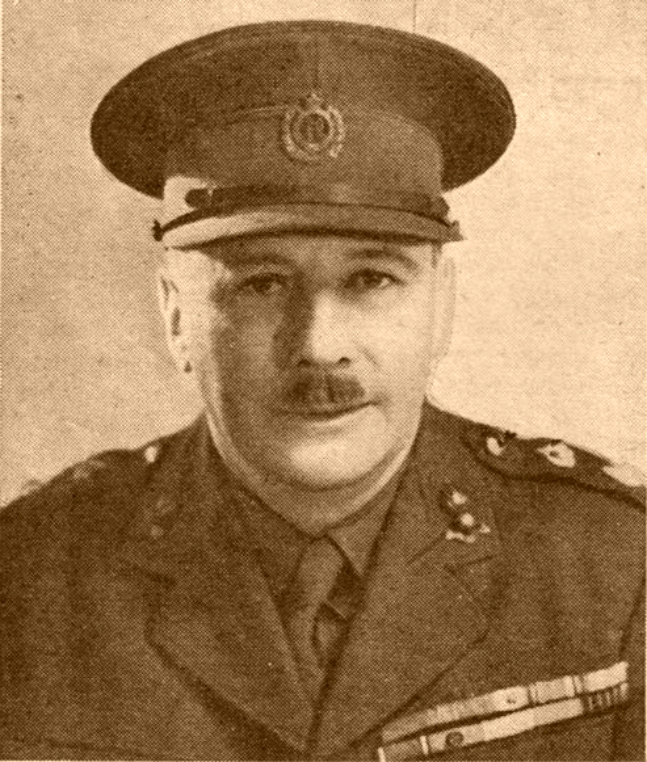
Генерал Фредерик Киш

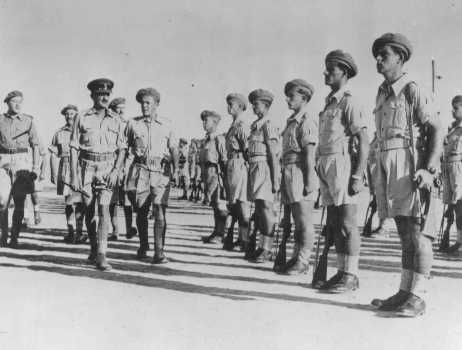
Командир Еврейской бригады генерал Эрнест Бенджамин и бойцы второго батальона

Официальной статистики о количестве евреев в британских вооружённых силах не опубликовано. По данным главного раввина британской армии Исраэля Броде («Британское еврейство во Второй мировой войне») в армии Великобритании служило более 62 тысяч евреев, что составило 13 % от численности евреев страны. Крестом Виктории и орденом Британской империи награждены пять еврейских военнослужащих («Энциклопедия англо-еврейской истории» указывает, что среди кавалеров Креста Виктории в годы Второй мировой войны трое были еврейского происхождения — подводник Томас Гулд, пилот-бомбардировщик Артур Аарон и служащий Ирландского гвардейского полка Джон Патрик Кеннили), Военным Крестом награждены 62 офицера-еврея, 411 солдат получили военную медаль. Орденом «За выдающиеся заслуги» были награждены евреи-офицеры: лётчики Исаак Корман, Давид Гольдберг, Гарольд Рубин, Отто Штейнберг, десантник Абба Кандиотти, пехотинцы Майер Медин и Мортон Мендель. Полк Мортона Менделя первым из подразделений союзников, воевавших в Европе, вошёл на территорию Германии. Ещё трое британских евреев были удостоены Георгиевского креста — гражданского аналога Креста Виктории.
Известный сионистский деятель Фредерик Герман Киш был главным инженером 8-й британской армии в Северной Африке. Он был произведён в бригадные генералы и погиб в 1943 году в Тунисе. Добровольцем воевал во французской, а затем в британской армии уроженец Солотвина Лев Хох, ставший впоследствии известен как миллионер и медиамагнат Роберт Максвелл. За особое мужество в боях он был награждён Военным Крестом и дослужился от сержанта до капитана.
В армии союзников служили также 16 из 160 тысяч евреев Канады, 3 тысячи из 25 тысяч евреев Австралии и Новой Зеландии, 10 тысяч евреев из Южно-Африканского Союза.
Военный Крест заслужили 6 евреев Канады, орден Британской империи — 23. Всего награждено британскими орденами 178 канадских евреев и ещё 9 — орденами союзников. Орден «За выдающиеся заслуги» был вручен майору Беньямину Дункельману, а Крест «За выдающиеся лётные заслуги» — лейтенанту Сиднею Шулемсону Высоких наград были удостоены 60 евреев из Австралии, 14 офицеров и 222 солдата-еврея из ЮАР.
Британское правительство жёстко отреагировало на попытки нацистов дискриминировать военнопленных евреев. Оно предупредило Германию, что это немедленно отразится на судьбе немецких солдат в английском плену. После этого немецкое командование относилось к британским евреям вполне терпимо. Они, так же как и американские евреи, пользовались поддержкой военнопленных других национальностей британской армии.

#### Палестинские евреи
27 000 солдат-евреев из Палестины служило во время войны в британской армии. Из их числа в сентябре 1944 года была образована Еврейская бригада численностью 5000 солдат — единственное еврейское национальное военное соединение в составе сил союзников. Поскольку на территории британского мандата, в отличие от самой Великобритании, не действовала воинская обязанность, все эти солдаты были добровольцами.

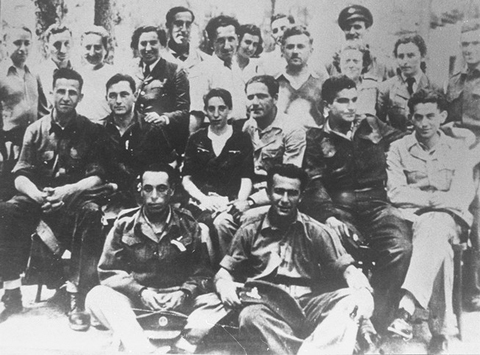
Группа еврейских парашютистов из Палестины, которые были направлены британским командованием в Словакию. В центре — Хавива Рейк

Уже в августе 1940 года из евреев-добровольцев было сформировано 15 рот, которые были направлены в составе британской армии в Ливию и Египет. В июне 1942 года во время отступления британской 8-й армии в Северной Африке 1000 палестинских евреев в составе бригады «Свободная Франция» сражалась в обороне деревни Бир-Хакейм. Еврейская бригада принимала участие в боях на территории Италии в составе 8-й армии в феврале-мае 1945 года. 668 евреев-палестинцев погибли на войне.
Британское командование организовало заброску еврейских парашютистов из Палестины для совершения диверсионных операций против нацистов в Словакии, Югославии и Венгрии в 1944 году. Из них особую известность получили две женщины: Хана Сенеш и Хавива Рейк. Обе они были захвачены и убиты нацистами. Всего из 32 палестинских парашютистов погибло 7 человек.
Палестинские немецкоязычные евреи служили также в спецподразделении «Группа специального дознания» (Special Interrogation Group — SIG), выполнявшем ряд засекреченных диверсионных операций в тылу немецкой армии в Северной Африке, подразделении № 3 10-й бригады коммандос и некоторых других частях британского спецназа
Голда Меир в своих мемуарах «Моя жизнь» написала о приёме палестинских евреев в британскую армию:

Британцы категорически противились вступлению в армию евреев-добровольцев (хотя 130 000 записались) и изобрели целую серию сложных мер, (большая часть которых потерпела неудачу), чтобы удержать запись членов ишува на минимуме — в частности, настаивая на том, чтобы еврейских рекрутов было ровно столько же, сколько арабских… Десятки тысяч молодых палестинских евреев, не допущенных в английские боевые части, проработали всю войну армейскими шоферами во вспомогательных и медицинских частях. Конечно, их называли «палестинцами», а не евреями, и обращались с ними как с «туземцами», но, по крайней мере, они были частью армии.

Идея о создании еврейских вооружённых сил вызывала сильное неприятие со стороны арабов Палестины, и поэтому британцы были первоначально осторожны в этом вопросе. Британский верховный комиссар в Палестине Гарольд Макмайкл опасался, что созданная еврейская армия после войны может быть использована против правительства британского мандата. В то же время Уинстон Черчилль был сторонником создания еврейских вооружённых сил, он предложил их создание ещё в октябре 1939 года для того, чтобы «поддерживать закон и порядок в Палестине и высвободить английский гарнизон для войны в Европе», а в 1944 году он добился создания Еврейской бригады.

## Евреи оккупированных стран Европы
На территории оккупированных нацистской Германией стран Европы и оккупированной части территории СССР евреи подвергались систематическому преследованию и уничтожению по национальному признаку.
На территориях оккупированных стран, в первую очередь на территории Польши, были созданы еврейские гетто, а затем лагеря для массового уничтожения евреев, в которых проводилась в жизнь политика «окончательного решения еврейского вопроса». Всего было создано около 800 гетто, в которых содержалось не менее миллиона евреев. Большинство евреев, переселённых в гетто в Европе, были убиты нацистами. В первую очередь репрессиям подвергались еврейские беженцы, ранее эмигрировавшие из-за нацистских преследований с территории Третьего рейха и евреи оккупированных территорий.
В гетто и лагерях уничтожения часто создавались подпольные группы и происходили вооружённые восстания. Самым известным из них является восстание в Варшавском гетто, которое продолжалось почти целый месяц.

### Евреи Польши

#### Холокост на территории Польши

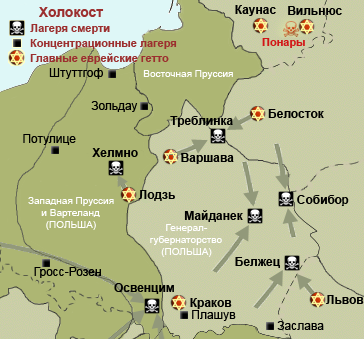
Карта гетто и лагерей уничтожения в Польше

С началом вторжения германской армии в Польшу 1 сентября 1939 года поток еврейских беженцев из этой страны устремился на восток. Вначале СССР не препятствовал польским евреям, однако затем закрыл границы и бегущих евреев высылал обратно на территорию, занятую немцами.
21 сентября 1939 года началось изгнание евреев с польских и других территорий, присоединённых к Германии. С октября 1939 года по март 1940 года из Гданьска, Западной Пруссии, Познани, Верхней Восточной Силезии, Вены и Моравска-Остравы в район Люблина было выселено около 95 тыс. евреев.
В начале 1940 года в Белоруссии было зарегистрировано 65 796 еврейских беженцев из Польши.
Всего после немецкой оккупации Польши в зону контроля СССР бежали по разным оценкам от 200 до 500 тысяч евреев. Во второй половине 1940 года 100 тысяч из них были депортированы в статусе спецпереселенцев на северные лесозаготовки.
После начала немецкой оккупации на территории Польши были созданы крупнейшие еврейские гетто и лагеря смерти. С февраля 1942 года после Ванзейской конференции начались массовые убийства евреев на территории Польши. Первым лагерем смерти был Хелмно, открытый в декабре 1941 года. Крупнейшими лагерями смерти в Польше стали Освенцим, Треблинка, Майданек, Белжец и Собибор. В ходе «Операции Рейнхардт» с июля 1942 года по октябрь 1943 года в трёх лагерях смерти (Белжец, Собибор и Треблинка) были убиты свыше 2 млн евреев и около 50 тысяч цыган из пяти округов генерал-губернаторства (Варшава, Люблин, Радом, Краков и Галиция). Последнее гетто на территории генерал-губернаторства (в городе Кельце) существовало до августа 1944 года, когда его жителей депортировали в Освенцим.
В уничтожении евреев в Польше активное участие принимали как польские коллаборационисты, так и польские националисты. В деревне Едвабне 10 июля 1941 года поляки учинили жестокий погром евреев, убив несколько сот человек, а остальных сожгли живьём. В Едвабне погибло более 1500 евреев, включая женщин и детей.
Значительное число поляков пыталось помочь евреям. Польское правительство в изгнании создало для этой цели на территории оккупированной Польши специальную подпольную организацию «Жегота» (пол. Rada Pomocy Żydom)
Из живших в Польше на начало сентября 1939 года 3,3 млн евреев во время войны выжило по разным оценкам от 280 до 380 тысяч, большинство из них в СССР и других странах, куда они бежали от нацистов. В лагерях смерти на территории Польши нацисты уничтожали также евреев из стран Оси и других стран, оккупированных нацистами.

#### Участие в сопротивлении

##### Польские евреи в армии
В первый месяц боев с частями вермахта в сентябре 1939 года погибло около 35 тысяч из более чем 140 тысяч бойцов-евреев польской армии. После оккупации Польши 30 тысяч вступило в РККА, 14 тысяч — в польскую освободительную армию (насчитывавшую 72 тыс. бойцов), создаваемую во Франции. 438 польских офицеров-евреев, оказавшихся после нападения Германии на Польшу на занятой Красной Армией территории, было расстреляно в Катынском лесу, в Харькове и Медном в ходе массовых казней польских граждан, осуществлённых весной 1940 года сотрудниками НКВД СССР.
К 1944 году из 598 командиров польской армии, созданной на территории СССР, 203 были евреями. Одним из основателей этих частей стал генерал Кароль Сверчевский, командовавший впоследствии 2-й армией Войска Польского. Более ста бойцов были награждены польскими национальными и советскими наградами, капитану Юлиушу Хибнеру было присвоено звание Героя Советского Союза. Хибнер стал единственным иностранным евреем, заслужившим это звание. В ряды армии генерала Андерса записалось множество евреев, включая будущего премьер-министра Израиля Менахема Бегина. В первых сформированных на территории СССР частях евреев было от 40 до 60 %, в дальнейшем поляки активно препятствовали евреям, желающим вступить в армию и увольняли их. В конце 1942 года евреи в этой армии составляли около 5 %: их было 4401 человек, включая 143 офицера (один подполковник, четыре майора, 16 капитанов, и остальные — младшие офицеры) и 416 военнослужащих сержантского состава. Целый полк, составленный из польских евреев, воевал в составе французской армии. Родившийся в Варшаве Биньямин Левинский, успевший до начала Второй мировой повоевать в звании капитана в рядах ПОУМ в гражданской войне в Испании, записался добровольцем во французскую армию, после капитуляции Франции вступил в 13-ю полубригаду Иностранного легиона, подчинявшуюся генералу Де Голлю, воевал на Ближнем Востоке, в Африке и закончил войну в боях в Ницце.

##### Подполье и партизанское движение

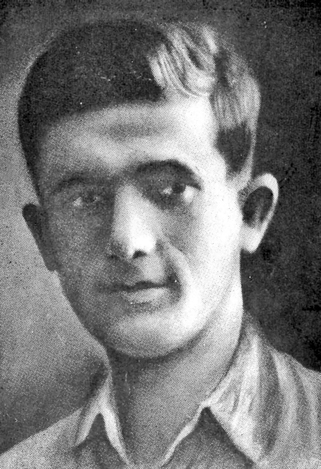
Мордехай Анелевич — руководитель восстания в Варшавском гетто

В Центральной Польше действовало 27 еврейских и 13 смешанных партизанских отряда, в которых евреи составляли не менее трети. Масштабы партизанского движения в Польше были значительно меньше, чем на территории СССР, поскольку бежавших из гетто евреев часто убивали местные националисты, а к тому времени когда на территории Польши развернулось мощное партизанское движение, большинство евреев было уже уничтожено.
Историческим событием стало восстание в Варшавском гетто под руководством Мордехая Анелевича. Плохо вооружённые повстанцы почти месяц сражались с регулярными частями СС. Подпольные организации в других гетто также оказывали вооружённое сопротивление депортациям и организовывали нападения на немецкие объекты, например в городах Краков, Бендзин-Сосновец, Тарнув.
Единственным за всю историю войны успешным восстанием в лагере смерти, которое произошло 14 октября 1943 года в Собиборе, командовал лейтенант Красной Армии Александр Печерский, его заместителем был сын польского раввина Леон Фельдхенгер. Вместе с тем были восстания в лагерях и гетто Крушин (16 декабря 1942), Минске-Мазовецком (10 января 1943), Ченстохово (25 июня 1943), Треблинке (2 августа 1943), Белостоке (13 августа 1943), Крыхуве (16 августа 1943), Львове-Яновском (18 ноября 1943).
Несколько тысяч еврейских бойцов приняли участие в Варшавском восстании летом 1944 года. К ним присоединилась так называемая «Интернациональная еврейская бригада», состоящая в основном из евреев Греции, которых повстанцы освободили из концлагеря Генсиувка.

##### Польские евреи-военнопленные
Отношение немцев к военнопленным евреям польской армии незначительно отличалось от отношения к военнопленным евреям Красной Армии. Польских военнопленных, так же, как и советских, Германия вывела из-под Женевской конвенции 1929 года по причине «несуществования польского государства». Общее число военнопленных евреев польской армии составило 60—65 тыс. человек, отношение к ним регулировалось приказом командующего ОКВ Кейтеля от 16 февраля 1939 года. При регистрации их отделяли от других военнопленных, держали в отдельных зонах, на пониженном пайке. К весне 1940 года в лагерях умерло или было убито 25 тыс. из них. В дальнейшем польских военнопленных переводили в статус гражданских лиц. Для евреев это означало перевод в создаваемые в Польше гетто и уничтожение вместе с гражданскими евреями. До конца войны дожило всего несколько сотен еврейских солдат и большинство из около 1000 евреев — офицеров польской армии, которых немцы содержали в условиях аналогичным офицерам других национальностей.

### Евреи Франции

#### Холокост на территории Франции

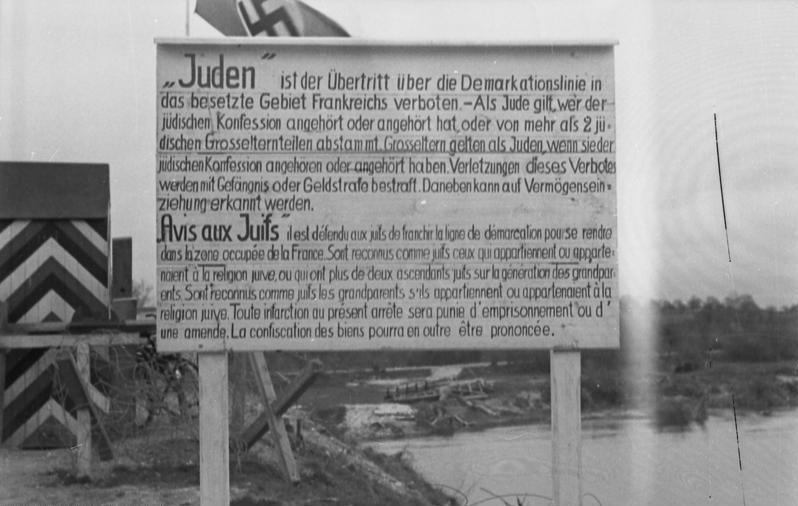
«Въезд евреев в оккупированную зону Франции воспрещается». Знак на демаркационной линии между оккупированной и «свободной» зонами Франции

Перед войной во Франции проживало около 240 тысяч евреев — граждан Франции. Кроме того, во Францию бежало множество немецких, австрийских, польских и чехословацких евреев. После оккупации Франции 27 сентября 1940 года было опубликовано постановление оккупационных властей о проведении переписи еврейского населения. Всего было зарегистрировано 287 962 еврея, из которых 60 % находились на оккупированной территории и 40 % под юрисдикцией коллаборационистского режима маршала Петена. Режим Виши 2 октября 1940 года принял первый «Декрет о евреях» (фр. Statut de juifs). В июне 1941 был принят второй декрет, ещё более ухудшивший положение евреев. Власти Виши активно преследовали иностранных евреев, но выступали против депортации французских граждан.
29 марта 1941 года был создан «Генеральный комиссариат по еврейским вопросам» под руководством Ксавье Валла, который занимался передачей еврейской собственности на оккупированной территории в руки нацистов. С 6 мая 1942 года комиссариат возглавил Луи Даркье де Пельпуа, который занялся той же деятельностью в «свободной зоне».
Вначале французские евреи полагали, что репрессии затронут только беженцев и не коснутся граждан Франции. Те, кто придерживался противоположной точки зрения, уже в конце июня 1940 года создали организацию «Амело» для помощи евреям. В оккупированной немцами зоне евреи к концу 1940 года поняли, что необходимо объединение усилий и в январе 1941 года был создан Координационный комитет благотворительных обществ Парижского района, объединивший деятельность как эмигрантов, так и французских евреев. Комитет, имея поддержку от французского Сопротивления, общественных деятелей, католической церкви и т. д., помогал евреям скрываться от депортаций и переправлял их за границу. На юге Франции в зоне, управляемой режимом Виши, беженцы и местные евреи так и не объединили усилий. Спасением еврейских детей занималась «Организация помощи детям» (фр. Œuvre de secours aux enfants, OSE).
Точное количество погибших в ходе Холокоста евреев Франции не установлено. По разным данным, цифры колеблются от 75 721 до 120 тысяч человек. Наименьшая цифра не учитывает евреев, арестованных и депортированных как участников движения Сопротивления и евреев, погибших в самой Франции, а лишь депортированных в лагеря смерти. По результатам исследований французские евреи и иностранцы пострадали примерно в равной степени.

#### Участие в сопротивлении

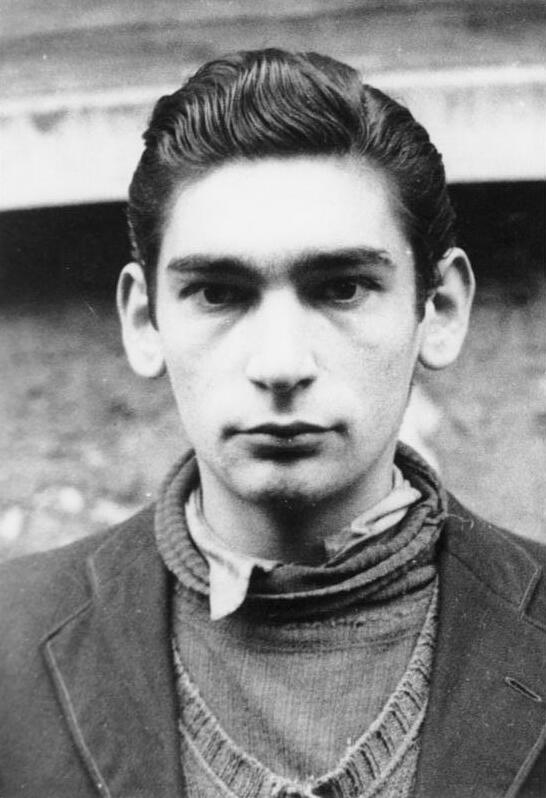
Боец французского Сопротивления Морис Фингерцвейг

Во французскую армию было мобилизовано около 20 тысяч евреев и ещё около 10 тысяч вступили в неё добровольцами. Около 700 евреев получили французские награды. Из тысячи кавалеров «Ордена Освобождения» 60 были евреями. Среди добровольцев 32 еврея были удостоены «Медали Почёта», 24 получили «Военную медаль» и свыше 400 — «Военный крест».
Французские евреи-военнопленные пользовались поддержкой своих товарищей других национальностей. Известен случай бунта французских военнопленных в лагере близ г. Штатгаген летом 1944 года из-за издевательств коменданта лагеря над двумя военнопленными евреями.
В рядах французского Движения сопротивления была создана «Еврейская боевая организация» (фр. Organisation Juive de Combat). «Еврейская боевая организация» провела около 2000 боевых операций, в том числе 750 диверсий на железной дороге и 32 взрыва на военных заводах. Среди шести основателей движения «Либерасьон-Сюд» трое были евреями, организацией «Фран-тирёр» (Вольный стрелок) командовали Жан-Пьер Леви, Жозеф Эпштейн («полковник Жиль») и З. Готесман («капитан Филипп»). Одним из руководителей Сопротивления в Лионе был известный историк и капитан французской армии Марк Блок. Он был арестован гестапо и казнён после пыток 16 июня 1944 года.
Немало было евреев среди членов Компартии Франции. Среди погибших членов коммунистического подполья — А. Сузин, Ж. Мейхлер, Л. Браславский, Ж. Яфо, С. Иткин и другие. Среди 23 казнённых нацистами членов знаменитой рядом диверсий против оккупантов группы Мисака Манушяна 11 подпольщиков были евреями.
В партизанских отрядах не менее 20 % были партизанами-евреями. В Национальном комитете под руководством де Голля, представляющей высшую власть во Франции в конце войны, из 16 членов минимум трое были евреями. В партизанской южной зоне под именем «Регина» воевала и погибла в июле 1944 года Сарра Кнут (урождённая Ариадна Скрябина), жена еврейского поэта и создателя первой во Франции группы Сопротивления «Еврейский бастион» Довида Кнута. Посмертно она награждена военным крестом и медалью Сопротивления.

При этом большая часть французских евреев, принимавших участие в Сопротивлении, предпочитали не выделяться среди французов. Это было связано с распространённым во Франции латентным антисемитизмом.

### Евреи Греции

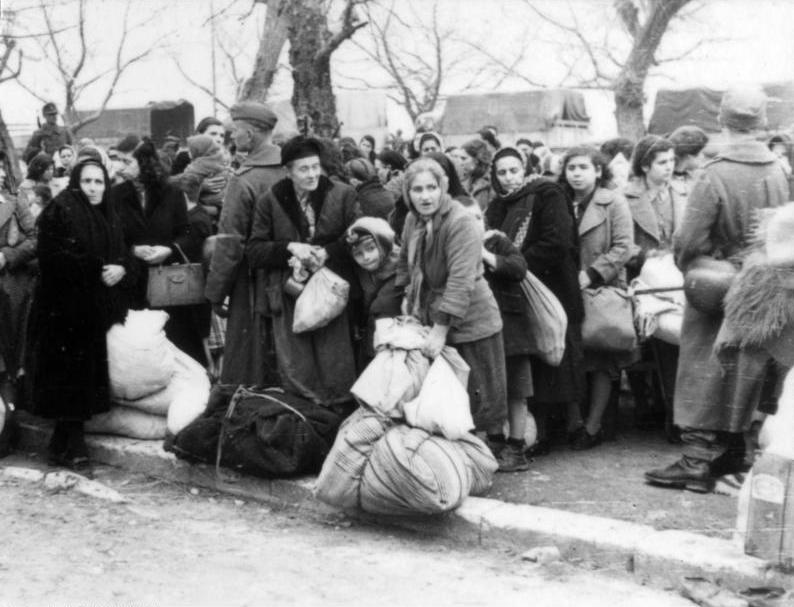
Депортация евреев Греции. Янина, 25 марта 1944 года

Накануне войны в Греции жило по разным данным от 72 до 77 тысяч евреев. 12 898 из них сражалось с оккупантами в рядах греческой армии. В период сражений 1940—1941 годов 3743 еврейских солдат были ранены, 613 погибли. Наиболее известным из них был полковник Мордехай Фризис, убитый 5 декабря 1940 года в бою с итальянской армией. Памятник Фризису установлен в Халкиде. 50-ю македонскую бригаду называли «Батальон Коэна» в связи с тем, что в её составе служило много евреев из Салоник.
После капитуляции Греция была разделена на три зоны оккупации между Германией, Италией и Болгарией. В немецкой зоне оккупации репрессии начались в апреле 1941 года. В марте 1943 года всех евреев немецкой зоны переселили в гетто, а затем депортировали в лагеря смерти в Польше — 49 285 человек. В итальянской зоне евреев стали отправлять в лагеря смерти после капитуляции Италии и занятия зоны немецкими войсками осенью 1943 года. 7122 еврея из Македонии и 4221 еврей из Фракии, которые находились в зоне болгарской оккупации, были депортированы в лагеря смерти в Польше болгарскими властями. К концу войны в Греции насчитывалось в живых около 10 тысяч евреев.
По разным оценкам, от 1300 до 2000 евреев Греции в 1941 году вступили в партизанские отряды и воевали с оккупантами. По данным Краткой еврейской энциклопедии к 1943 году в Салониках и Фессалии были сформированы отдельные еврейские партизанские отряды, однако партизан Иосиф Матсас утверждал, что отдельных еврейских подразделений среди греческих партизан не было.
В Афинах и ряде других греческих городов действовало еврейское подполье. Еврейские партизаны получили благодарность фельдмаршала Генри Вильсона, командующего войсками союзников на Ближнем Востоке, за помощь в освобождении Греции от немецкой оккупации. 135 греческих евреев подняли восстание в Освенциме и взорвали два крематория. Для подавления этого бунта немцы даже вызывали авиацию. Греческие евреи, бежавшие из лагерей смерти в Польше, принимали участие в Варшавском восстании в 1944 году.

### Евреи Чехословакии

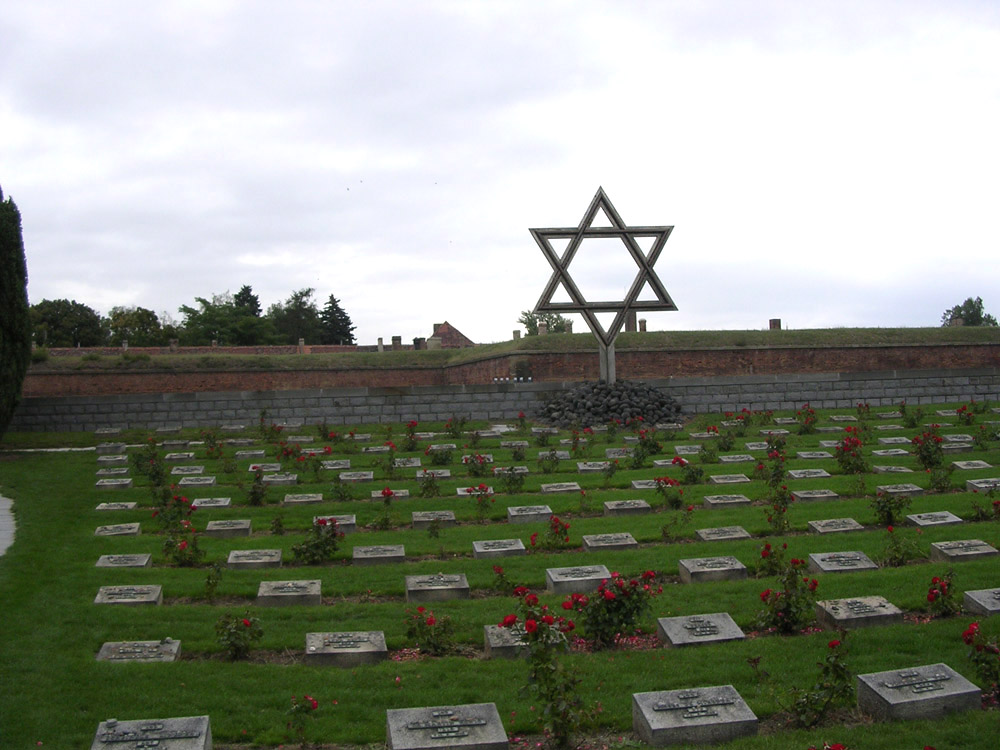
Еврейское кладбище в Терезине перед территорией бывшего гетто

После оккупации Чехословакии и разделения её на «независимую» Словакию и Протекторат Богемии и Моравии, нацисты начали преследование евреев. К октябрю 1941 года, когда нацисты запретили эмиграцию из протектората его покинули 26 629 из 118 310 проживавших там евреев, а большинство оставшихся были убиты. Всего погибло 75 765 богемских и моравских евреев, из них 64 172 — в лагерях смерти и гетто, 6392 — в концлагере Терезиенштадт, 5201 — на территории протектората.
После того как в результате Венского арбитража в ноябре 1938 года часть территории Словакии была передана Венгрии, в Словакии оставалось около 90 тысяч евреев. С провозглашения автономии и особенно после провозглашения независимой республики и подписания союза с Германией в 1939 году были начаты широкомасштабные преследования евреев. Еврейская собственность была конфискована и передана словакам и немцам. 9 сентября 1941 года был утверждён «Еврейский кодекс» — аналог Нюрнбергских законов. В 1942 году 54 тысячи евреев были депортированы в Польшу и практически все уничтожены. Против депортации активно протестовало католическое духовенство. Активную роль в прекращении депортаций сыграла подпольная группа сионистских деятелей, которые наладили связи с умеренными словацкими политиками и епископами, подкупили часть немецких советников, передавали информацию об уничтожении депортированных евреев представителям союзников и еврейским организациям в других странах. Примерно 13 тысяч евреев были отправлены в лагеря смерти после Словацкого восстания в 1944 году. Всего погибло около 70 тысяч словацких евреев или 77 %.
Чехословацкие евреи принимали участие в боях с нацистами на территории Польши (в составе Чехословацкого легиона) и Франции (в составе 1-й Чехословацкой дивизии). Из 1000 солдат дивизии 600 были евреями. После поражения Франции в Англии была также сформирована чехословацкая бригада, участвовавшая в открытии Второго фронта в Нормандии. Треть бригады составляли воины-евреи. 2500 чехословацких евреев воевали в британских частях в Африке и на Ближнем Востоке.
1 мая 1942 года в СССР в городе Бузулук был сформирован Чехословацкий батальон, который впоследствии превратился в Чехословацкую бригаду и затем в Чехословацкий армейский корпус. На момент формирования батальона из 606 человек личного состава 286 (47,2 %) были евреи. В основном это были евреи, которые в октябре 1939 года были депортированы нацистами из Чехословакии в лагерь у города Ниско на территории оккупированной Польши, насильно переброшены через советскую границу и отправлены в советские концлагеря в 1940 году.
На территории Словакии с 1942 активизировалось партизанское движение, в составе которого насчитывалось примерно 2500 евреев. В рядах участников Словацкого восстания воевало около 1200—1500 евреев. Отдельным еврейским партизанским отрядом командовал Александр Бахнар, под его командой было около 300 бойцов. В отряде Бахнара была единственная во всей Европе отдельная «кошерная рота» из верующих евреев-ортодоксов В рядах восставших сражались 5 еврейских парашютистов из Палестины, четверо из них погибли. Существовало несколько отдельных еврейских подпольных и партизанских организаций.

### Евреи Югославии

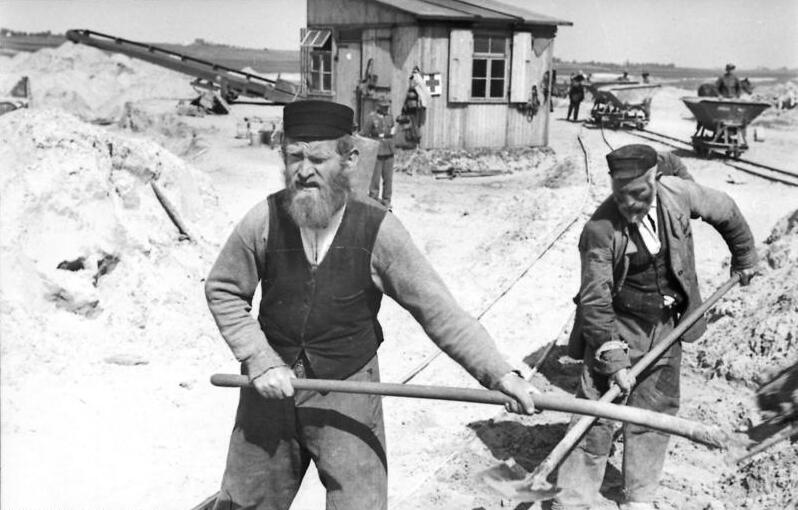
Евреи Югославии на принудительных работах, 1941 год

После оккупации немецкими войсками Югославии всё еврейское имущество было конфисковано, самих евреев использовали на принудительных работах. В августе 1941 года множество евреев Сербии было арестовано немцами. С октября начались массовые расстрелы. В ноябре 1941 года оставшиеся в живых евреи Сербии были собраны в лагере Саймиште под Белградом и уничтожены в марте-июле 1942 года в грузовиках-душегубках.
Большинство евреев Хорватии были уничтожены союзниками нацистов — усташами, которые вели политику геноцида по отношению к сербам, евреям и цыганам. 20 из 30 тысяч хорватских евреев были убиты усташами в концлагере Ясеновац. К концу октября 1941 года их осталось около 7 тысяч, впоследствии они были отправлены в Освенцим.
Кроме немцев и усташей уничтожением евреев в Югославии занимались также мусульмане-албанцы из дивизии СС «Скандербег» и мусульмане-боснийцы из дивизии СС «Ханджар». В венгерской зоне оккупации в районе Воеводины в январе 1942 года подразделения венгерской армии и полиции начали убивать евреев и сербов. В 1944 году немцы депортировали в Освенцим из венгерской зоны более 10 тысяч человек. Из 16 тысяч живших в этом регионе евреев погибло 14 тысяч человек.
В итальянской зоне оккупации командование не выдавало евреев для депортации в лагеря смерти. К моменту капитуляции Италии в 1943 году множество евреев бежало из этой зоны на территорию, контролируемую партизанами Иосипа Тито.
Всего из 80 тысяч евреев, проживавших в Югославии до войны, погибло 66 тысяч (82 %).
После оккупации Югославии развернулось широкое партизанское движение, значительную часть которого составляли партизаны-евреи. В рядах югославских партизан сражались 4572 еврея, из них 3000 — в боевых частях. В составе НОАЮ было два еврейских подразделения: еврейский батальон, сформированный 9 сентября 1943 года из добровольцев, освободившихся из концентрационного лагеря на острове Раб, а также еврейский взвод 1-й Заморской бригады. В числе первых из тех, кто присоединился к югославским партизанам, был известный интеллектуал и деятель коммунистической партии Югославии Моша Пияде, который впоследствии стал ближайшим помощником Иосипа Тито. Десять евреев были удостоены звания Народного героя Югославии. Среди них кроме Моши Пияде были также Исидор Барух, Павел Горанин, Нисим Албахари, Самуэль Лерер, Роберт Домани, Илия Энгел, Павле Пап, Адольф Штейнбергер и Эстер Овадия. Семеро из них удостоены звания посмертно.

### Евреи стран Бенилюкса
Накануне войны в Бельгии с учётом беженцев из Германии, Австрии и Чехословакии проживало около 90—110 тысяч евреев. Большая часть их после оккупации Бельгии бежала во Францию. Примерно половина из 50 тысяч евреев Бельгии погибли во время Холокоста. Местные власти сотрудничали с нацистами в преследовании евреев. В Нидерландах из 140 тысяч евреев выжили лишь 27 тысяч.

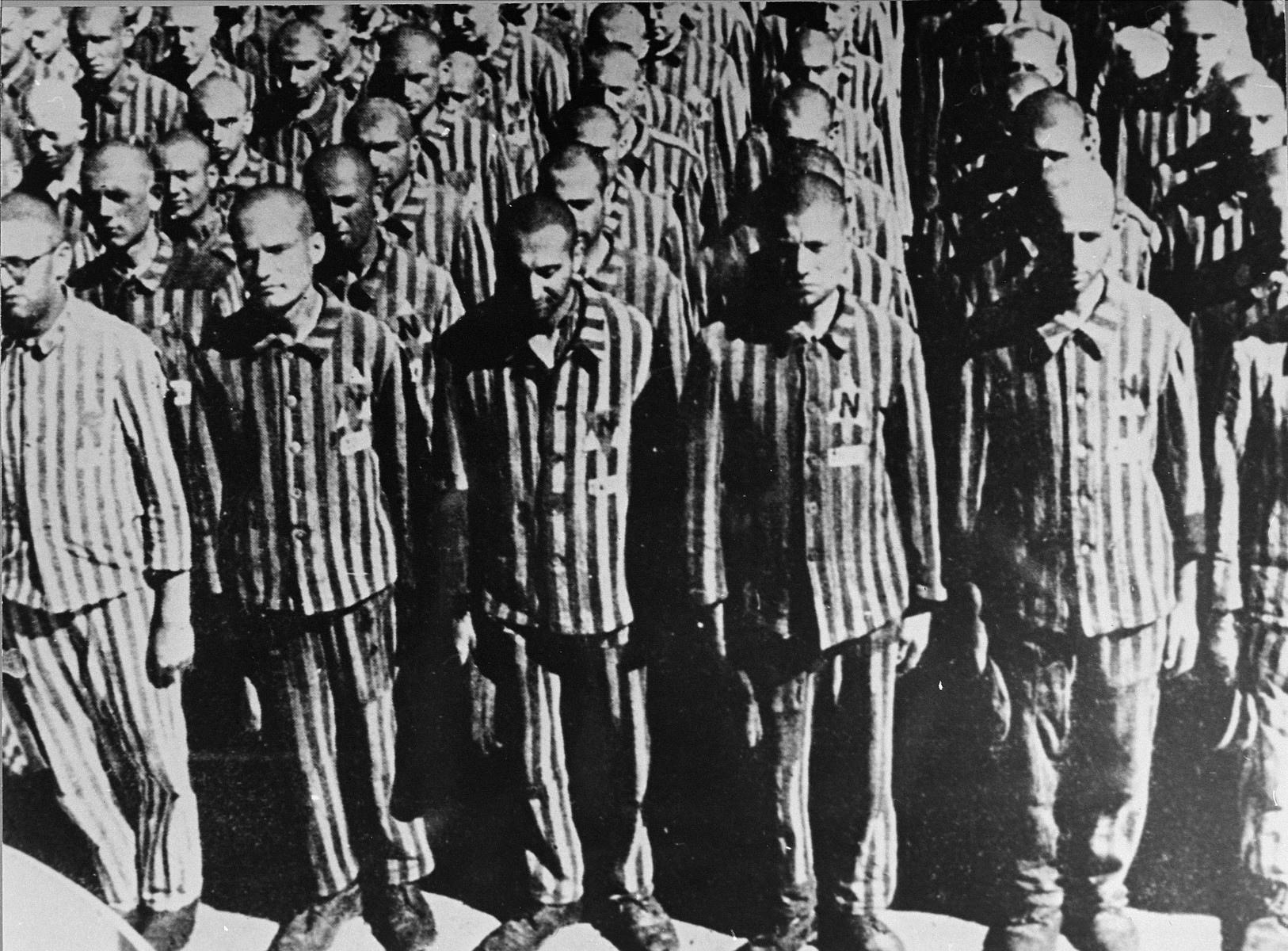
Голландские евреи — заключённые концлагеря Бухенвальд

25 февраля 1941 года голландское Сопротивление провело всеобщую стачку в знак протеста против еврейских погромов и захвата 400 еврейских заложников. 22 июня 1942 года нацисты приступили к арестам евреев и отправке их в лагеря смерти. Благодаря хорошо организованной сети убежищ Сопротивлению удалось спасти 3000 детей и 10 000 взрослых евреев.
В подпольном убежище в Амстердаме был написан всемирно известный дневник Анны Франк — еврейской девочки, впоследствии выданной нацистам и погибшей в концлагере.
В Нидерландах и Бельгии основными формами сопротивления были саботаж и помощь союзным армиям (в частности, разведывательная информация). Массовой партизанской войны как во Франции и тем более как в Польше или СССР в этих странах не было. Однако три еврейские подпольные группы в Голландии совершали диверсии на шоссейных дорогах. Около ста вооружённых подпольщиков оказали серьёзное сопротивление нацистам при прочёсывании ими т. н. «Еврейского квартала» в Амстердаме. В живых из них осталось лишь 7 человек. В Бельгии подпольная группа «Еврейская солидарность», входившая в Движение Сопротивления, также совершала диверсии против немцев, а 19 апреля 1943 года отбила у охраны эшелон с еврейскими детьми, которых отправляли в Освенцим.
13—14 тысяч евреев Бельгии и Голландии сражались в рядах армий антигитлеровской коалиции. В центре Брюсселя установлен памятник с указанием имён, дат рождения и смерти 242 бойцов-евреев, погибших на войне. На памятнике по-французски, по-голландски, на иврите и на идише написано: «Слава евреям Бельгии, погибшим в боях с захватчиками».
В Люксембурге погибло 1950 из 3500 еврейского населения.

### Евреи Дании
В Дании с 1940 по 1943 годы еврейская община, включающая 1700 беженцев, находилась под полной защитой датчан. К 30 сентября 1943 года после предупреждения немецкого военного атташе Дуквица о планируемой нацистами депортации евреев, члены датского Сопротивления переправили на рыбацких лодках в Швецию 7000 из 8000 датских евреев; всё датское общество, включая и королевскую семью, открыто протестовали против расистских законов во время немецкой оккупации. Это привело к тому, что немцам удалось схватить лишь 472 еврея, из которых в концлагере Терезин погибли 49 человек. Всего во время войны в Дании погибло около 120 евреев — менее 2 % еврейского населения страны. Дания была единственной подконтрольной нацистам территорией, где для евреев не вводилось обязательное ношение «жёлтой звезды».

### Евреи Норвегии

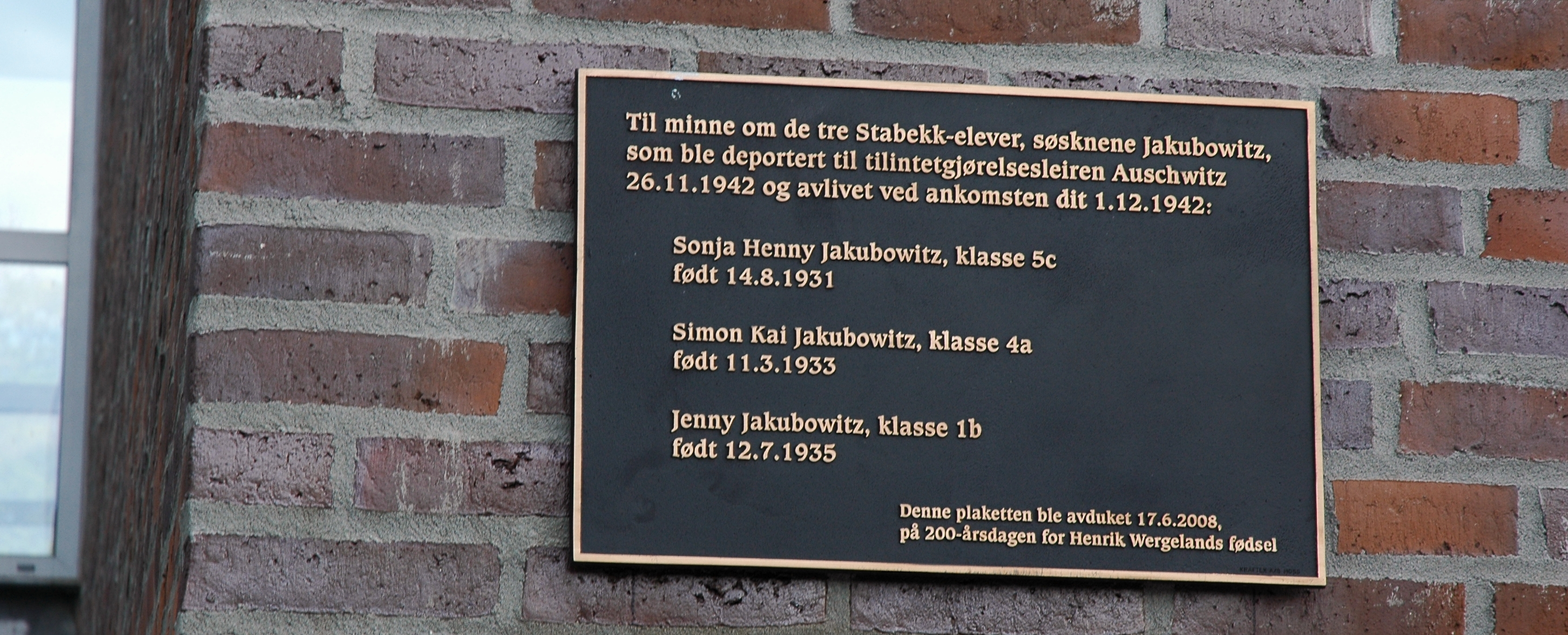
Мемориальная доска в городе Стабек в память трёх еврейских детей, которых прямо из школьного класса отправили в Освенцим

Накануне войны в Норвегии жили примерно 1700—1800 евреев, в том числе около 200 беженцев из Центральной Европы. После оккупации Норвегии немецкими войсками в октябре 1940 гоа евреям было запрещено заниматься свободными профессиями. В июле 1941 г. евреи были уволены с государственной службы, адвокаты лишились лицензий. Был принят закон о запрете смешанных браков. В удостоверениях личности евреев полиция начала ставить специальную отметку.
Норвежские коллаборационисты во главе с Квислингом ввели более жёсткие, чем в Германии, правила кого следует считать евреем. К евреям причислялись все дети от смешанных браков.
С октября 1942 по февраль 1943 года произошли массовые аресты и депортация в лагеря уничтожения почти половины еврейского населения Норвегии. 763 норвежских еврея, включая 101 беженца были депортированы в Освенцим. Из них выжило, по разным данным, от 12 до 24 человек. 60 евреев, состоявших в браке с норвежцами были отправлены в концлагерь Грини в самой Норвегии. Большинство норвежцев не поддержало партию Квислинга; в обществе регулярно раздавались публичные протесты против депортаций.
930 евреев с помощью антифашистского подполья бежали в Швецию и были спасены. Более 140 норвежских евреев принимали участие в вооружённом сопротивлении нацистам.

## Евреи в странах Оси

### Холокост в странах Оси

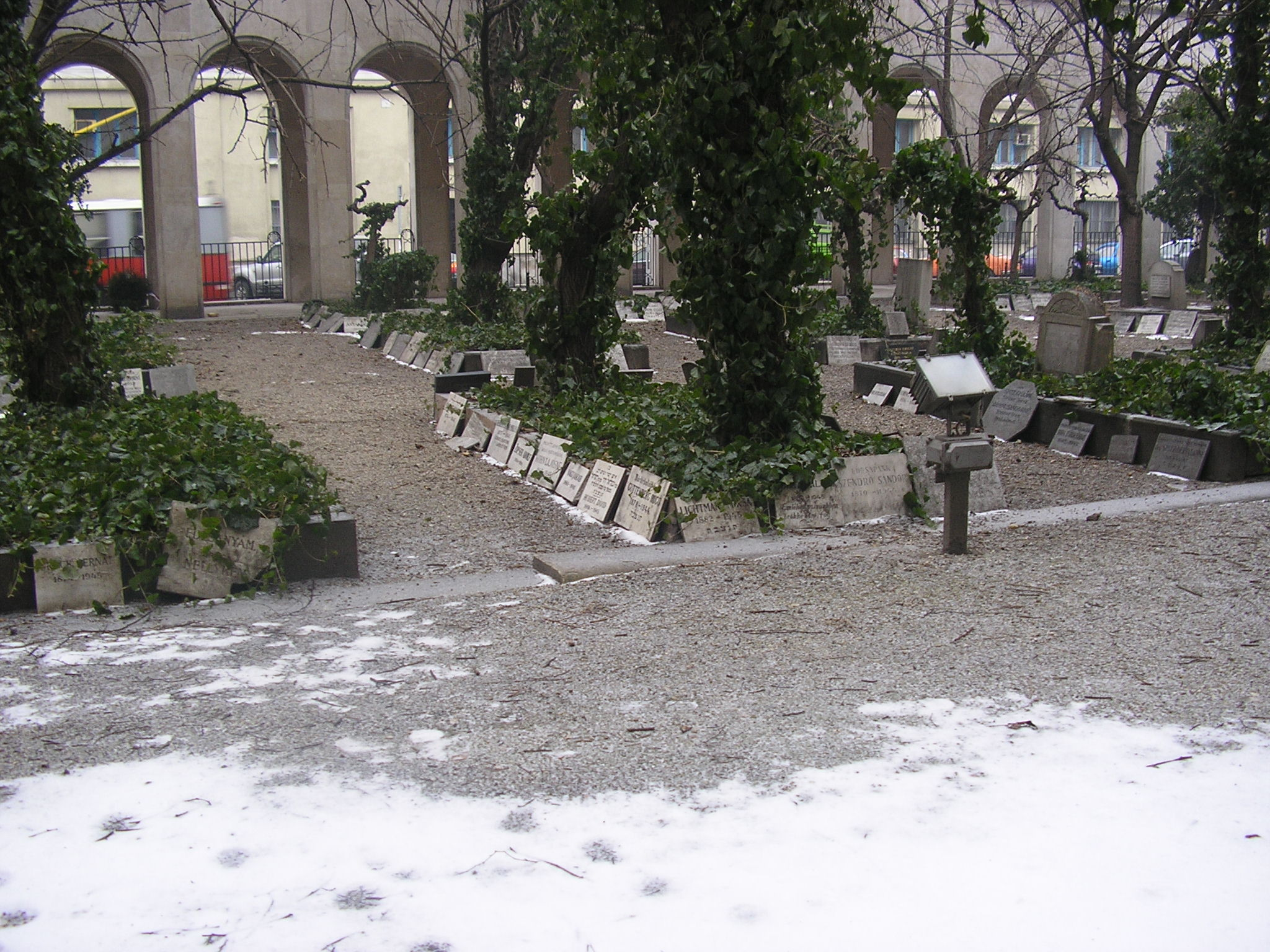
Братская могила венгерских евреев, убитых в гетто в Будапеште

Евреи в Германии подвергались преследованиям с момента прихода НСДАП к власти в 1933 году. До начала Второй мировой войны Германию (а также оккупированные нацистами Австрию и Чехословакию) покинуло около 350 тысяч евреев. В дальнейшем евреи стран Оси подвергались преследованиям и систематическому массовому уничтожению — в первую очередь евреи Германии и Австрии. Из остававшихся в Германии к 1941 году евреев до конца войны дожили не больше десяти тысяч человек.
До аншлюса Австрии её еврейское население составляло 181 778 человек, из которых более 90 % жили в Вене. По нацистским же законам евреями считались 220 тысяч человек. В результате преследований до начала войны из Австрии эмигрировали 109 060 евреев, а 66 260 осталось. В результате Холокоста погибло, по разным данным, от 60 до 65 тысяч австрийских евреев, то есть почти все, кто не уехал до войны. До освобождения Вены советскими войсками 13 апреля 1945 года дожило менее 800 евреев (в основном супругов австрийских граждан).
В Венгрии евреев стали заключать в гетто лишь после оккупации страны немецкими войсками 19 марта 1944 года, хотя уже до этого погибло около 63 тысяч евреев (8 % еврейского населения). С 15 мая по 9 июля 1944 года (всего за 59 дней) 437 402 человека были депортированы в Освенцим. За 2 года в Венгрии было уничтожено, по разным источникам, от 500 тысяч до 600 тысяч евреев. Всего в Венгрии погибло примерно 70 % еврейского населения.
Относительно более мягкой к евреям была политика в Румынии и Италии. Процент евреев, оставшихся в живых, в этих странах был значительно выше, чем в Германии, Австрии и Венгрии.

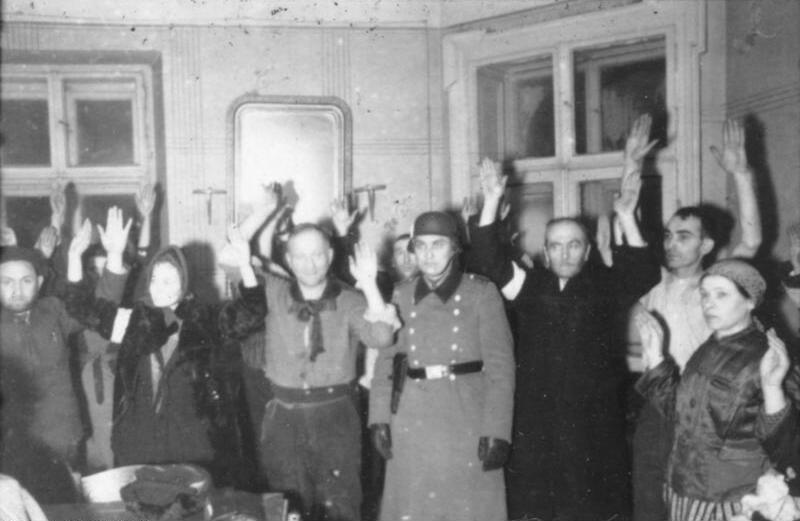
Арест румынских евреев для дальнейшей депортации в Транснистрию

В Румынии в 1939 году евреи были лишены румынского гражданства, в 1940 году были запрещены браки между евреями и румынами, а затем прошло несколько крупных погромов. В 1941 году евреев Буковины и Бессарабии депортировали в Транснистрию, где были созданы концлагеря. В этих концлагерях сотни тысяч евреев погибли зимой 1941—1942 годов от голода, холода и массовых расстрелов. Из 765 тысяч евреев Румынии (по состоянию на 1930 год) войну пережили 356 тысяч человек.
В Италии до лета 1943 года при довольно суровых антисемитских законах жизни евреев ничего не угрожало. Более того, на территории Северной Италии и оккупированной Италией территориях Югославии и Греции нашли убежище тысячи евреев из других стран. Однако после капитуляции Италии в сентябре 1943 года северная и центральная части страны, включая Рим, были оккупированы немцами. До ноября 1943 года тысячи евреев Италии и беженцев были депортированы в Освенцим. Всего в годы войны погибло около 15 % евреев Италии.
Болгария — одна из стран Оси, где от рук нацистов было спасено почти всё еврейское население. Установление союза с Германией и введение антисемитского законодательства происходили параллельно. В январе 1941 года вступил в силу закон о защите нации, а 1 марта того же года был подписан протокол о присоединении Болгарии к пакту Германии, Италии и Японии. В рамках министерства внутренних сил был создан комиссариат по еврейским делам во главе с полковником Александром Белевым. В январе 1943 года в Софию прибыл представитель СС, заместитель Адольфа Эйхмана Теодор Даннекер с задачей организовать депортацию евреев в лагеря смерти в Польше. Решение о депортации евреев вызвало массовый протест в Болгарии. В столице прошли манифестации в защиту евреев, против высказалась православная церковь, интеллигенция, политические партии и депутаты Народного собрания. Большую роль сыграла позиция вице-спикера парламента Димитра Пешева. Царь Борис III заявил немецкому послу Адольфу Беккерле: «Евреи моей страны — её подданные и всякое посягательство на их свободу мы воспримем как оскорбление болгарам». Премьер-министр Болгарии Богдан Филов записал в своем дневнике: «Его величество полностью отменил меры, принятые против евреев». Однако, 11 343 еврея Македонии и Фракии (с территорий, присоединённых к Болгарии в 1941 году) были отправлены в лагеря смерти.
Немногочисленные евреи Японии практически не подвергались преследованиям. Более того, консул Японии в Каунасе Тиунэ Сугихара без разрешения министерства иностранных дел выдал большое количество японских транзитных виз, благодаря чему с октября 1940 по август 1941 в Японию выехали 3489 беженцев-евреев. В начале 1941 года японское министерство иностранных дел разрешило евреям-беженцам остаться на территории Японии или в оккупированных Японией районах Китая. 18 февраля 1943 года под давлением Германии еврейские беженцы из Германии, Австрии и Польши были размещены в гетто в Шанхае без каких-либо дальнейших репрессий.
Около 1700 евреев Финляндии, включая более 300 беженцев из Центральной Европы, никаких притеснений и ограничений не испытывали. Маршал Маннергейм отверг требования Германии об антиеврейских акциях. Антиеврейских законов в Финляндии не вводилось. Во время войны солдаты и офицеры еврейской национальности могли свободно отмечать свои религиозные праздники, в оккупированной Свири для них была сооружена армейская полевая синагога. На оккупированной Финляндией части СССР также не было преследований евреев. Единственный случай выдачи нацистам нескольких еврейских беженцев в основном из Австрии 6 ноября 1942 года стал причиной крупного политического скандала в Финляндии. Согласно заявлению министерства иностранных дел, это были люди, потерявшие право на убежище по своей вине (уголовные преступления etc.). В 2003 году в Финляндии вышла книга журналистки Алины Сана, в которой утверждалось, что финны выдали немцам 70 евреев из состава советских военнопленных, а финская тайная полиция принимала участие в их убийствах. Однако финские историки насчитали в картотеке переданных военнопленных всего 47 евреев, которые были переданы как «политические» (комиссары, партийные работники, агенты НКВД и т. д.), а не по национальному признаку. Ханну Рауткаллио отмечает, что 365 евреев получили убежище в Финляндии.

### Евреи в армиях стран Оси
Евреи участвовали также в армиях стран Оси. Официальной статистики такого участия нет. Участие евреев в армиях стран Оси подтверждается статистическими данными, в которых указаны количество и национальный состав военнопленных, сдавшихся СССР в период с начала Великой Отечественной войны (22 июня 1941 года) до окончания Второй мировой войны (2 сентября 1945 года). По архивным данным, в плену и Красной армии было 10173 еврея. Пленные евреи в основном были военнослужащими так называемых «трудовых батальонов» вооруженных сил Венгрии:
Большинство евреев было уволено из германской армии ещё в 1933 году. С 1935 года евреям официально было запрещено служить в вермахте. Под давлением нацистов во время войны евреи были изгнаны также из румынской армии.
Однако некоторое количество лиц смешанного немецко-еврейского происхождения служили в вермахте. Наиболее высокопоставленным из них был генерал-фельдмаршал Эрхард Мильх, заместитель Геринга, генеральный инспектор люфтваффе. Его мать была немкой, а отец евреем. И для того, чтобы решить проблему его происхождения, было записано, что «настоящим» его отцом является любовник его матери барон Герман фон Бир. Наиболее известным рядовым солдатом вермахта был Вернер Гольдберг (его отец был евреем, однако сам Вернер был крещён с братом в лютеранской церкви), фотография которого с подписью «Идеальный германский солдат» была напечатана в издании Berliner Tageblatt и использовалась позднее для вербовки добровольцев. В 1940 году раскрылась правда о происхождении Гольдберга, и того уволили из вермахта, но тот продолжил трудиться для армии, занимаясь пошивом военной униформы в компании «Феодор Шмайдер».
По некоторым данным в итальянской армии во время войны, несмотря на увольнение из армии всех евреев на основании закона от ноября 1938 года, служили два высокопоставленных еврея: контр-адмирал Понтремоли и генерал-майор Умберто Пульезе (выдающийся кораблестроитель и специалист по противоторпедной защите). Они были в особом порядке возвращены в армию как «необходимые военные специалисты».
В советско-финляндских войнах 1939—1940 годов и 1941—1944 годов около 300 евреев сражались в рядах армии Финляндии: 15 из них погибли в 1939—1940 годах, восемь — в 1941—1944 годах, десятки получили ранения. В большинстве случаев совместная служба еврейских солдат финской армии во взаимодействии с вермахтом не приводила к каким-либо конфликтам. Два офицера финской армии — майор Лео Скурник и капитан Саломон Класс — были представлены как союзники к награждению немецким Железным крестом и оба отказались от этой награды. К награждению Железным крестом была представлена также член добровольческой невоенизированной организации «Лота Свард» Дина Полякофф, но она также отказалась от немецкой награды.

#### Венгерские «трудовые батальоны»

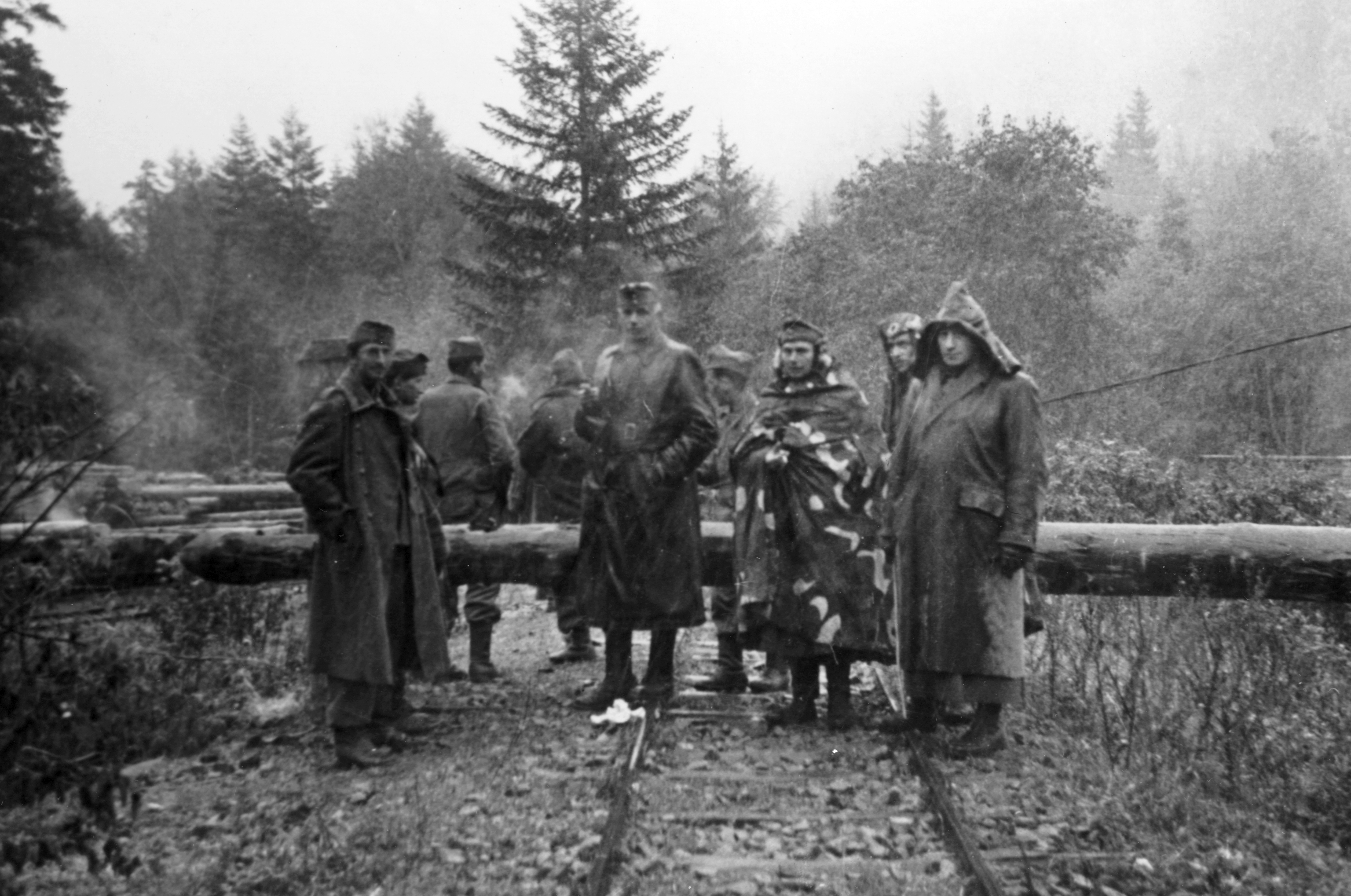
Подразделение Трудовой службы около венгерско-румынской границы, 1941 год

Евреев Венгрии с 1940 года массово принудительно вербовали в так называемые «трудовые батальоны», часть которых была впоследствии направлена на оккупированную советскую территорию. Свою службу они несли без оружия, большей частью с лопатами, кирками, ломами в руках, в собственной гражданской одежде и обязаны были носить специальные дискриминационные отличительные знаки. Тысячи членов этих подразделений умерли от жестокого обращения со стороны венгерских офицеров, голода, холода и болезней. Зафиксированы случаи массовых убийств членов трудовых батальонов венгерскими военными.
По оценкам историков, после разгрома Второй венгерской армии под Воронежем в советский плен попало от 20 до 30 тысяч членов трудовых батальонов. По словам выживших, в советском плену к ним относились как врагам, не делая разницы между воевавшими с оружием в руках и подневольными безоружными рабочими. Значительная часть попавших в плен погибла.
Всего на поле боя погибло около 63 тысяч венгерских евреев. Согласно официальной позиции израильского Мемориального комплекса истории Холокоста «Яд ва-Шем», члены трудовых батальонов считаются жертвами Холокоста.

### Евреи в антинацистском сопротивлении в странах Оси
Антинацистское сопротивление в Германии осуществляли в основном подпольные группы коммунистов. Среди них была еврейская группа Герберта Баума, проведшая 18 мая 1942 года диверсионную акцию в Берлине. Гестапо сумело раскрыть группу, 28 её участников было казнено, 50 отправлены в тюрьмы и концлагеря.
В итальянском движении Сопротивления участвовало, по разным данным, от 2 до 5 тысяч евреев. Из 270 бойцов, награждённых медалью «Герой Сопротивления» 7 были евреями. Некоторые евреи командовали крупными партизанскими отрядами. Именем командира тосканских партизан Алессандро Синигалья названа улица в Риме.
250 евреев также принимали активное участие в партизанском движении в Болгарии, 150 из них погибли. В Венгрии сионистские организации сосредоточили усилия на спасении от депортации и переправке за пределы страны максимального числа евреев.

## Евреи в северной Африке
Согласно переписи 1936 года в Марокко проживала 161 тысяча местных евреев и 12 тысяч евреев с французским гражданством, по оценкам, к 1939 году с учётом беженцев в стране жило около 200 тысяч евреев. В Тунисе — около 60 тысяч, а к 1940 году вместе с итальянскими гражданами — около 90 тысяч. В Алжире, по переписи 1941 года — 117 646 евреев.
Евреи Северной Африки воевали в армиях Франции и Великобритании, а также во французском подполье.

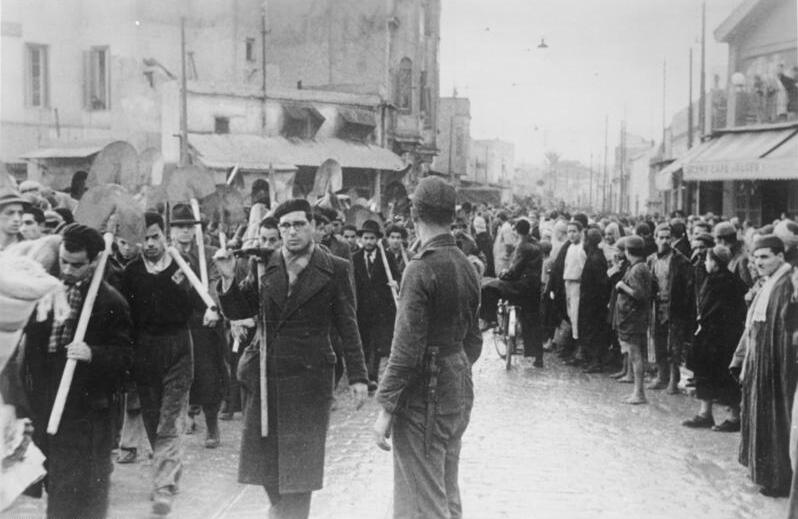
Евреи Туниса на принудительных работах, 1942 год

С 1940 по 1942 годы французская Северная Африка (Алжир и Тунис) находилась под контролем коллаборационистского правительства Виши. В Алжире и Тунисе евреев сразу же начали преследовать так же, как и в оккупированной нацистами Европе. Евреи были лишены гражданских прав, были созданы юденраты и организованы принудительные работы. Евреев также заставили носить жёлтые метки на одежде и наложили крупные денежные контрибуции.
Высадка в Алжире американского десанта 8 ноября 1942 года была поддержана восстанием местных сил Сопротивления, которое возглавлял еврей Жозе Абулкер, вся семья которого, включая его отца профессора медицины и президента сионистской федерации Алжира Анри Абулкера принимала участие в подпольной деятельности. В восстании в Алжире под руководством Абулкера приняли участие около 400 евреев. Восставшие захватили ключевые объекты в городе и арестовали военное руководство — адмирала Дарлана и генерала Жуэна.
После высадки англо-американских войск в Марокко и Алжире немецкие войска оккупировали Тунис. Зондеркоманда «Египет» во главе с Вальтером Рауфом приступила к преследованию евреев. Через концентрационные лагеря с 14-часовым рабочим днем прошло около 5000 тунисских евреев. Около 100 были убиты. Хотя потери евреев Северной Африки несравнимы с потерями европейского еврейства, однако их тоже считают жертвами Холокоста.

## Евреи нейтральных стран
Несмотря на тесные отношения между Испанией и Третьим рейхом, евреи в Испании не подвергались преследованиям. По сообщению «Краткой еврейской энциклопедии», генерал Франко, будучи потомком марранов, «дружелюбно относился к еврейскому населению», а испанское правительство сумело освободить испанских евреев, оказавшихся в концлагерях Франции. Однако, Александр Яновицкий в статье «Мнимое спасение: два нейтральных государства Европы и Холокост» назвал Франко антисемитом и утверждал, что Испания после 1942 года выдавала нелегально переходящих границу еврейских беженцев нацистам, а в январе 1943 года закрыла репатриацию собственных граждан-евреев, которые находились под угрозой смерти. Фактически Испания разрешила лишь транзит, да и то с большими ограничениями.
В Турции в начале войны развернулась активная антисемитская кампания. В июле 1942 года евреи вместе с христианами стали жертвой дискриминации — они были обложены тяжёлыми налогами, которым не подвергались турки-мусульмане. Фактически была произведена конфискация имущества евреев, а многие мужчины были направлены на принудительные работы. Ситуация изменилась в начале 1943 года после поражения немецких войск под Сталинградом. В течение войны в Турцию прибывали еврейские беженцы из Европы. «Краткая еврейская энциклопедия» указывает, что благодаря послу Турции в Румынии Танриоверу удалось остановить депортацию румынских евреев в Транснистрию, а «турецкие консулы в Марселе, Афинах и на острове Родос спасли сотни евреев, обречённых на уничтожение, объявив их подданными Турции и приняв под своё покровительство». Однако, Александр Яновицкий в статье «Мнимое спасение: два нейтральных государства Европы и Холокост» утверждал, что многие турецкие посольства создавали препятствия для репатриации евреев — турецких граждан, которым грозило уничтожение. После истечения срока ультиматума о репатриации евреев-иностранцев нацисты депортировали в Освенцим 949 турецких евреев и 333 еврея «гайри мунтазе», то есть находившихся в процессе восстановления турецкого гражданства.
Еврейские организации Швеции сыграли значительную роль в спасении и помощи евреям Европы и особенно Венгрии. Однако до 1942 года еврейские лидеры Швеции вели себя сдержанно, опасаясь, что массовый приезд в страну европейских евреев может спровоцировать антисемитские настроения.
Во время войны несколько сот евреев Швейцарии было призвано в армию для охраны границ.

## Евреи-разведчики

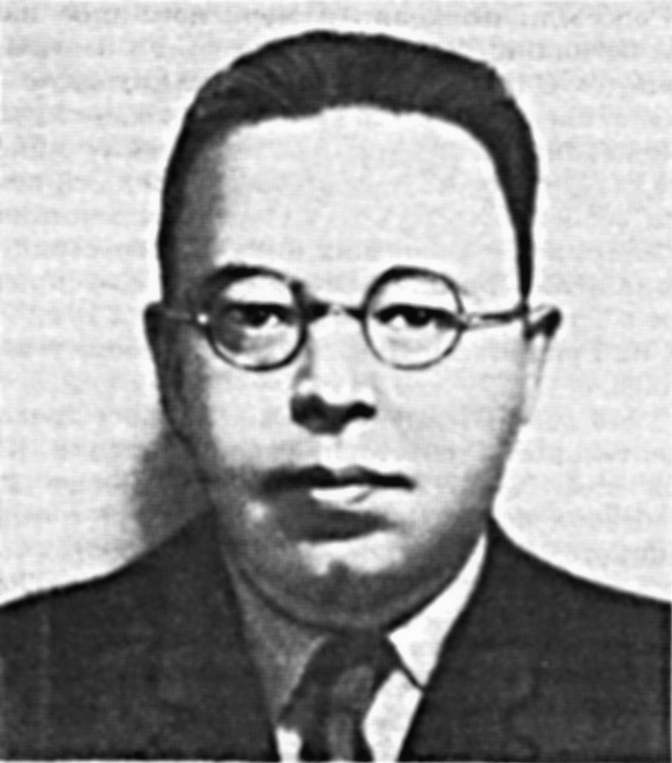
Шандор Радо — резидент «Красной капеллы»

Одним из известных разведчиков того времени был еврейский журналист и общественный деятель Леопольд Треппер, создавший крупнейшую разведывательную сеть в Европе «Красная капелла», действовавшую в пользу СССР против Германии и её союзников. Организация Треппера, включавшая ряд других талантливых еврейских разведчиков (в том числе из Палестины), поставляла в СССР сведения чрезвычайной важности. Один из разведчиков-нелегалов Треппера, сотрудник советской военной разведки Анатолий Гуревич, будучи арестованным гестапо, перевербовал немецкого контрразведчика Хайнца Паннвица и вместе с ним и несколькими его сотрудниками сумел бежать в СССР.
На территории Италии вёл разведывательную работу полковник Лев Маневич. После ареста итальянской контрразведкой он возглавил подпольную антифашистскую организацию в концлагере и умер от туберкулёза вскоре после освобождения. Звание Героя Советского Союза ему было присвоено лишь в 1965 году.
Одну из лучших в истории разведки агентурных сетей создал в спецслужбах нацистской Германии советский разведчик Ян Черняк — в его сети не было ни одного провала за 11 лет работы. Никаких советских наград Черняк не получил. А звание Героя России было присвоено в 1995 году — в тот момент, когда он уже умирал и был без сознания.
К созданию советской атомной бомбы был причастен сотрудник лондонской резидентуры ГРУ полковник Симон Кремер, впоследствии командир 8-й гвардейской механизированной бригады и Герой Советского Союза.
Диверсионными операциями НКВД в тылу противника руководили генерал Наум Эйтингон, полковники Яков Серебрянский и Юрий Колесников (Иойна Гольдштейн).
На советскую разведку работали как агенты также Питер Смоллет, руководитель отдела англо-советских связей в министерстве информации Великобритании, Арнольд Дейч, Урсула Кучински и другие.

## Сионистские организации

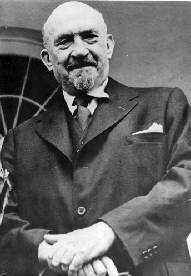
Председатель «Еврейского агентства» Хаим Вейцман — инициатор привлечения палестинских евреев в британскую армию

Активное участие в войне приняла Всемирная сионистская организация. Хаим Вейцман, председатель Еврейского агентства (Jewish Agency for Palestine), написал премьер-министру Великобритании Чемберлену письмо, в котором сообщил что евреи готовы «сражаться за демократию» на стороне Великобритании. Это письмо было опубликовано в газете Таймс 6 сентября 1939 года.
Через 4 месяца после того как Уинстон Черчилль стал премьер-министром, в августе 1940 года Вейцман обратился к нему с предложением создавать воинские части из евреев Эрец-Исраэль. По мнению Вейцмана, они легко могли бы мобилизовать 50 тысяч человек. Черчилль одобрил эту идею на встрече с Вейцманом в сентябре 1940 года.
Учитывая принятие Белой книги 1939 года, которая существенно ограничила еврейскую иммиграцию в Палестину как раз в то время, когда европейские евреи особенно нуждались в ней, лидер ишува, будущий премьер-министр Израиля Давид Бен-Гурион 19 сентября 1939 года в беседе с британским верховным комиссаром в Палестине Гарольдом Макмайклом сформулировал отношение к британской политике так

Мы должны помогать англичанам в войне, как если бы не существовало «Белой книги», и мы должны бороться против «Белой книги», как если бы не велась война.

Вооружённые организации сионистов в Палестине также встали на сторону союзников. 11 сентября 1939 года еврейская подпольная организация Иргун опубликовала заявление:

Чтобы не мешать Англии и её союзникам в войне с нацистской Германией … ЭЦЕЛь решила приостановить действия против Англии

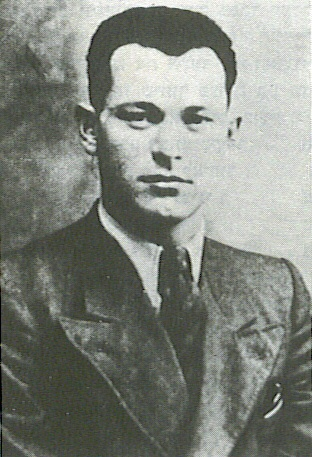
Давид Разиэль — глава Иргуна, погибший в Ираке при выполнении боевого задания британского командования

Аналогичных взглядов придерживался один из самых авторитетных лидеров правого крыла сионистов — Зеев Жаботинский. Глава Иргуна и Бейтара, Давид Разиэль, незадолго до этого выпущенный из британской тюрьмы, во главе диверсионной группы из 4 человек был заброшен англичанами в Ирак, где погиб 20 мая 1941 года.
В мае 1941 года, по согласованию с британской администрацией, в рамках организации еврейской самообороны Хагана были созданы «Ударные роты» (на иврите «Плугот махатц» — Пальмах). Командовал ими Ицхак Саде. В том же месяце бойцы Хаганы под британским командованием осуществили ряд диверсионных рейдов в вишистскую Сирию и Ливан. В одной из операций в Сирии был ранен и потерял глаз будущий министр обороны Израиля Моше Даян. Отряды Пальмаха принимали участие в подавлении пронацистского мятежа Рашида Али аль-Гайлани в Ираке, операциях британской армии по захвату Ливана и Сирии летом 1941 года и некоторых других операциях. Многие члены Хаганы вступили добровольцами в британскую армию и созданную в сентябре 1944 года Еврейскую бригаду.
Единственной организацией, продолжившей вооружённую борьбу и террористические акции против британских целей в Палестине, стала отколовшаяся от Иргуна группа под руководством Авраама Штерна — Лехи. Штерн пытался наладить контакты с нацистской Германией для координации действий, но безрезультатно.
Иргун во главе с Менахемом Бегиным возобновил диверсионные и террористические акции против британских целей в феврале 1944 года, ещё до окончания войны, в связи с тем, что Великобритания по-прежнему препятствовала еврейской иммиграции в Палестину, не давая спасать европейских евреев от нацистского геноцида. Это привело к конфликту между Иргун и руководством ишува.
Многие члены сионистских организаций сражались в рядах армий антигитлеровской коалиции, в подполье и партизанских отрядах на оккупированной нацистами территории. В борьбе с нацистами объединились члены организаций как левой (Ха-шомер ха-цаир), так и правой (Бейтар) политической направленности. Например, в рядах 201-й стрелковой дивизии только из членов рижского «Бейтара» сражалось 71 человек, из них 38 погибли в боях.

## Еврейские беженцы

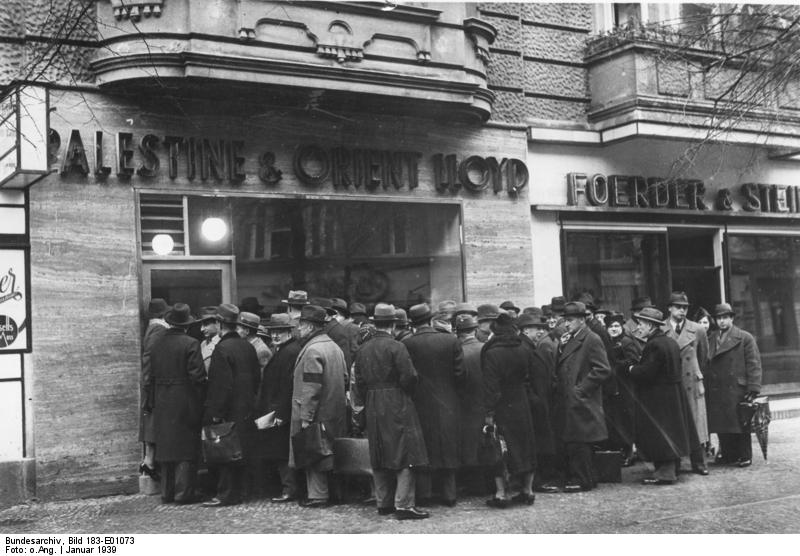
Очередь на оформление выездных документов. Берлин, январь 1939

До начала войны сионистские организации прилагали усилия для обеспечения выезда преследуемых евреев с территории Третьего рейха. После начала войны и особенно после запрета еврейской эмиграции в октябре 1941 года усилия были направлены в основном на привлечение внимания союзников и нейтральных стран к фактам массового геноцида и нелегальную переброску евреев на территорию, неподконтрольную нацистам. Однако, другие страны не стремились допускать к себе еврейских беженцев, а Великобритания, в частности, вела активную борьбу с нелегальной иммиграцией. Ещё с октября 1938 года в паспорта уезжающих евреев по просьбе швейцарского правительства пограничники Третьего рейха ставили штамп «J» — «Jude» (еврей). В августе 1942 года федеральная полиция Швейцарии издала инструкцию, согласно которой «беженцы, ставшие таковыми исключительно из-за преследований на расовой почве, не могут считаться политическими эмигрантами». Граждане Швейцарии пытались помочь жертвам преследований, тогда как правительство Швейцарии выдавало большинство беженцев нацистам, а помогающих им — преследовало. 8 марта 1995 года правительство Швейцарии официально извинилось за практику непредоставления статуса беженцев лицам из Германии, имевшим в своих паспортах штамп «J».
19—30 апреля 1943 года состоялась англо-американская Бермудская конференция, посвящённая проблеме беженцев из оккупированных нацистами стран. На Бермудской конференции не удалось даже отменить Белую книгу 1939 года, ограничивающую еврейскую иммиграцию в Палестину совершенно ничтожной по сравнению с общим числом беженцев цифрой 75 тысяч человек за 5 лет, хотя это было одним из важнейших требований еврейских организаций. Единственное достижение Бермудской конференции — возобновление деятельности Межправительственного комитета по делам беженцев, который был создан ещё до войны на Эвианской конференции.
В попытках добраться до Палестины гибли сотни людей. Британский военно-морской флот перехватывал корабли с иммигрантами; затем иммигрантов размещали в концлагерях, созданных на Маврикии, а позже на Кипре. Хагана и другие подпольные еврейские группировки в Палестине пытались препятствовать иммиграционной политике британских властей. Так, в ноябре 1940 года на рейде Хайфы подрывники Хаганы взорвали корабль Патриа, на котором было 1700 иммигрантов из Румынии, в расчёте воспрепятствовать насильственной отправке беженцев на Маврикий. Планировалось повредить взрывом один из отсеков, однако пробоина получилась слишком большой и 250 беженцев утонули. 24 февраля 1942 года в Чёрном море советской подводной лодкой Щ-213 был потоплен болгарский корабль Струма с 769 беженцами на борту, спасся только один пассажир. 5 августа 1944 года советской подлодкой на пути в Палестину было потоплено румынское судно Мефкура с более чем 300 еврейскими беженцами на борту.
Последняя масштабная попытка спасения евреев была предпринята в 1944 году Рудольфом Кастнером. Он вёл переговоры с нацистами по поводу разрешения выезда евреев с оккупированных территорий в нейтральные страны в обмен на поставку 10 тысяч грузовиков с продуктами для немецкой армии («кровь за товары»). Соглашение не было достигнуто, однако Кастнер добился выезда 1686 венгерских евреев в Швейцарию, заплатив крупную денежную сумму.
Однако многие современники и историки считают, что еврейские общины нейтральных и неоккупированных стран сделали очень мало для спасения евреев от Холокоста. Их обвиняют в том, что они были слишком озабочены своим собственным благополучием и боялись роста антисемитских настроений в своих странах.

## Еврейский коллаборационизм
На территориях стран Оси и оккупированных нацистами по их инициативе в местах массового проживания евреев создавались юденраты (нем. Judenrat — «еврейские советы») — административные органы самоуправления. Отдельный юденрат мог отвечать за определённое гетто, отдельную территорию, регион или даже за целую страну.
В полномочия юденрата входило обеспечение хозяйственной жизни и порядка в гетто, сбор денежных средств, отбор кандидатов для работы в трудовых лагерях, а также исполнение распоряжений оккупационной власти. Юденрату формально подчинялась еврейская полиция, которая выполняла следующие функции:
- выполнение немецких приказов, полученных через юденрат или непосредственно от оккупационных властей;
- выполнение распоряжений юденрата в связи с его мероприятиями: сбор контрибуций;
- удовлетворение внутренних нужд еврейского общества: охрана улиц гетто, охрана входа и выхода из гетто.

Члены юденратов сотрудничали с немцами по разным мотивам. Некоторые считали, что таким образом они помогают сохраниться еврейской общине — особенно такие идеи были популярны до начала кампании массового уничтожения. Некоторые сотрудничали в надежде спасти себя и свои семьи или из-за власти или материальных благ. Члены юденратов часто тайно сотрудничали с антинацистским подпольем, например в Рижском гетто, многие пытались теми или иными способами облегчить участь заключённых гетто. Судьба членов юденратов в итоге оказалась такой же, как и у остальных евреев — большинство из них были убиты нацистами.
Американский исследователь Иехиэль Трунк привёл данные о судьбах 720 членов юденратов в Польше:
| Судьба                                 | Количество | Процент |
| -------------------------------------- | ---------- | ------- |
| Подали в отставку                      | 21         | 2,9     |
| Сняты с поста или арестованы           | 13         | 1,8     |
| Убиты до высылок на уничтожение        | 182        | 25,3    |
| Убиты при депортации или депортированы | 383        | 53,2    |
| Самоубийство                           | 9          | 1,2     |
| Естественная смерть                    | 26         | 3,6     |
| Выжили                                 | 86         | 12      |
| Итого                                  | 720        | 100     |

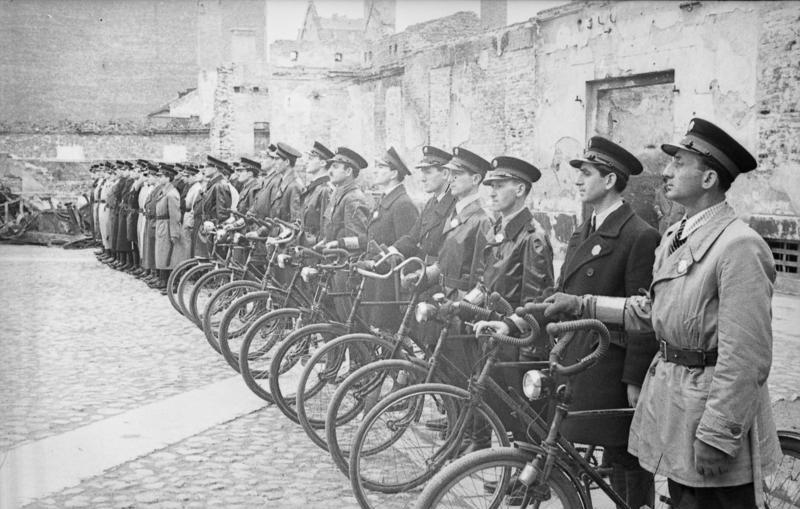
Еврейская полиция в Варшавском гетто

Примером двойственности положения и трагической судьбы является история руководителя еврейской полиции, а затем и руководителя юденрата Вильнюсского гетто Якоба Генса, который для спасения жителей гетто выдал нацистам руководителя подполья Ицхака Виттенберга; неоднократно отправляя на расстрел хронически больных и старых евреев вместо женщин и детей, оправдывался тем, что так он пытается спасти «будущее еврейского народа». 14 сентября 1943 года Генс был казнён гестаповцами за сотрудничество с подпольем. Одним из наиболее известных представителей еврейского коллаборационизма является руководитель юденрата варшавского гетто Адам Черняков. После того как он узнал, что депортации, списки на которые он подписывал, обозначают смерть тысяч евреев, он покончил с собой. Ряд коллаборационистов (например Альфред Носсиг) были казнены еврейскими подпольщиками. Известен также ряд примеров евреев-коллаборационистов, принимавших непосредственное участие в преступлениях нацистов, включая массовые убийства.
В Израиле после войны состоялся ряд процессов по обвинению видных деятелей юденратов в коллаборационизме. В частности, широкий резонанс вызвало дело Рудольфа Кастнера, лидера венгерской общины евреев. Хотя Кастнер был оправдан Верховным судом Израиля, через 3 года после его смерти Адольф Эйхман, на собственном процессе, свидетельствовал о содействии Кастнера нацистам: в обмен на переправку около тысячи евреев в Палестину тот соглашался содействовать «депортации» прочих евреев.

## Итоги
Вторая мировая война явилась наиболее трагическим событием еврейской истории. По мнению многих исследователей, уроки Холокоста до сих пор не осмыслены до конца. Погибла треть евреев мира, около 6 млн человек, из которых почти 2 млн составили евреи Советского Союза в границах 1941 года. В результате нацистского геноцида пришла в упадок и угасла культура на идише как образ жизни восточноевропейского еврейства и восприятия им окружающего мира.
Вместе с тем события Второй мировой войны привели к подъёму национального самосознания евреев в разных странах. Это помогло мобилизовать выживших евреев и дало новое дыхание сионистскому движению, что вскоре привело к образованию Государства Израиль на их исторической родине в Палестине. Евреи внесли свой существенный вклад в победу над нацизмом.